# Verknüpfung zwischen Straßenbahn und Eisenbahn
Die Verknüpfung zwischen Straßenbahn und Eisenbahn, seit etwa 2000 auch als Tram-Train bezeichnet, dient der Schaffung von umsteigefreien Direktverbindungen zwischen innerstädtischen Straßen- bzw. Stadtbahn-Systemen und regionalen Eisenbahnstrecken. Ziel ist es dabei, Innenstadt und Umland miteinander zu verknüpfen. Oft kommen hier Mehrsystemfahrzeuge zum Einsatz; in anderen Fällen werden Strecken so adaptiert, dass die vorhandenen Fahrzeuge in das jeweils andere System übergehen können. Weitere Alternativbegriffe sind Regionalstadtbahn, Regionalstraßenbahn, Regiotram, Stadtregiotram, Stadtregionalbahn, Stadt-Umland-Bahn, Zweisystem(stadt)bahn oder Mehrsystem(stadt)bahn.
Verknüpfungen zwischen Straßenbahnen und Eisenbahnen existieren schon seit Ende des 19. Jahrhunderts. Abgesehen vom Schienenpersonennahverkehr (SPNV) dienten sie in vielen Städten als Güterstraßenbahn dem Transport von Güterwagen über das Straßenbahnnetz, die dadurch direkt an Industriebetriebe im Stadtgebiet zugestellt werden konnten.
Neben genehmigungsrechtlichen Aspekten, der doppelten Ausbildung des Personals als Triebfahrzeugführer und Straßenbahnfahrer sowie unterschiedlichen Fristen bei Hauptuntersuchungen sind beim Übergang der Fahrzeuge von einem Verkehrsträger zahlreiche technische Parameter zu beachten. Dazu gehören vor allem die Abmessungen der Radreifen im Zusammenspiel mit den Herzstücken der Weichen sowie der Breite von Rillenschienen. Ergänzend hinzu kommen das Stromsystem, das Lichtraumprofil, die Bahnsteighöhe, der Abstand des Bahnsteigs vom Gleis, die Zuglänge, der Mindestradius, die Sicherungstechnik, der Bremsweg und unterschiedliche Crashnormen. Weitere Unterschiede ergeben sich bezüglich Beleuchtung und Warnsignalen, das heißt, während im Eisenbahnverkehr Dreilicht-Spitzensignale und Signalhörner vorgeschrieben sind, müssen im Stadtverkehr Fahrtrichtungsanzeiger und Klingeln bzw. Glocken vorhanden sein. Zudem muss die Spurweite übereinstimmen, andernfalls müssen Dreischienengleise verwendet werden.

## Begriff
Die Bezeichnung Tram-Train ist hauptsächlich im französischen, teilweise auch im englischen Sprachraum gebräuchlich, dringt aber bereits in den deutschsprachigen Raum vor. In letzterem gibt es für solche Verkehrssysteme zudem unterschiedliche Namen und Bezeichnungen, beispielsweise Regionalstadtbahn (in der Fachwelt allgemein und als Name für das Projekt im Speziellen), Regiotram (Kassel, im Planungsstadium auch in Biel) oder Saarbahn (Saarbrücken).
Der im Englischen verwendete Begriff Light Rail ist umfassender und bezeichnet jede Art von schienengebundenem Personenverkehr, der entweder von nicht voll eisenbahntauglichen Fahrzeugen ausgeführt wird oder auf Schienenstrecken, die nicht die absolute Priorität gegenüber dem Straßenverkehr besitzen, wie sie üblicherweise dem Eisenbahnverkehr eigen ist. Er wird im Deutschen am ehesten mit Stadtbahn übersetzt. Dieser Begriff kann aber auch eine Mischform aus U-Bahn und Straßenbahn bezeichnen, bei der es üblicherweise keine rechtlich definierte Grenze zwischen den beiden Systemen gibt, da beide (in Deutschland) nach BOStrab verkehren.
Der oft verwendete Begriff Mehrsystem- oder Zweisystem-Stadtbahn bedeutet, dass die Fahrzeuge eines solchen Verkehrssystems im Sinne der jeweiligen Betriebsordnungen (beispielsweise Straßenbahn-Bau- und Betriebsordnung (BOStrab) und Eisenbahn-Bau- und Betriebsordnung (EBO)) inklusive der Zugsicherungssysteme gleichzeitig Straßenbahn- und Eisenbahnfahrzeuge sind und unterschiedliche Stromversorgungen oder Antriebssysteme oder auch Radsätze nutzen und Lösungen für unterschiedliche Lichtraumprofile und ggfls. unterschiedliche Entfernungen vom Gleis zur Bahnsteigkante haben. Die Fahrzeuge zählen damit in der Regel zu den Leichten Nahverkehrstriebwagen (LNT).

### Karlsruher Modell

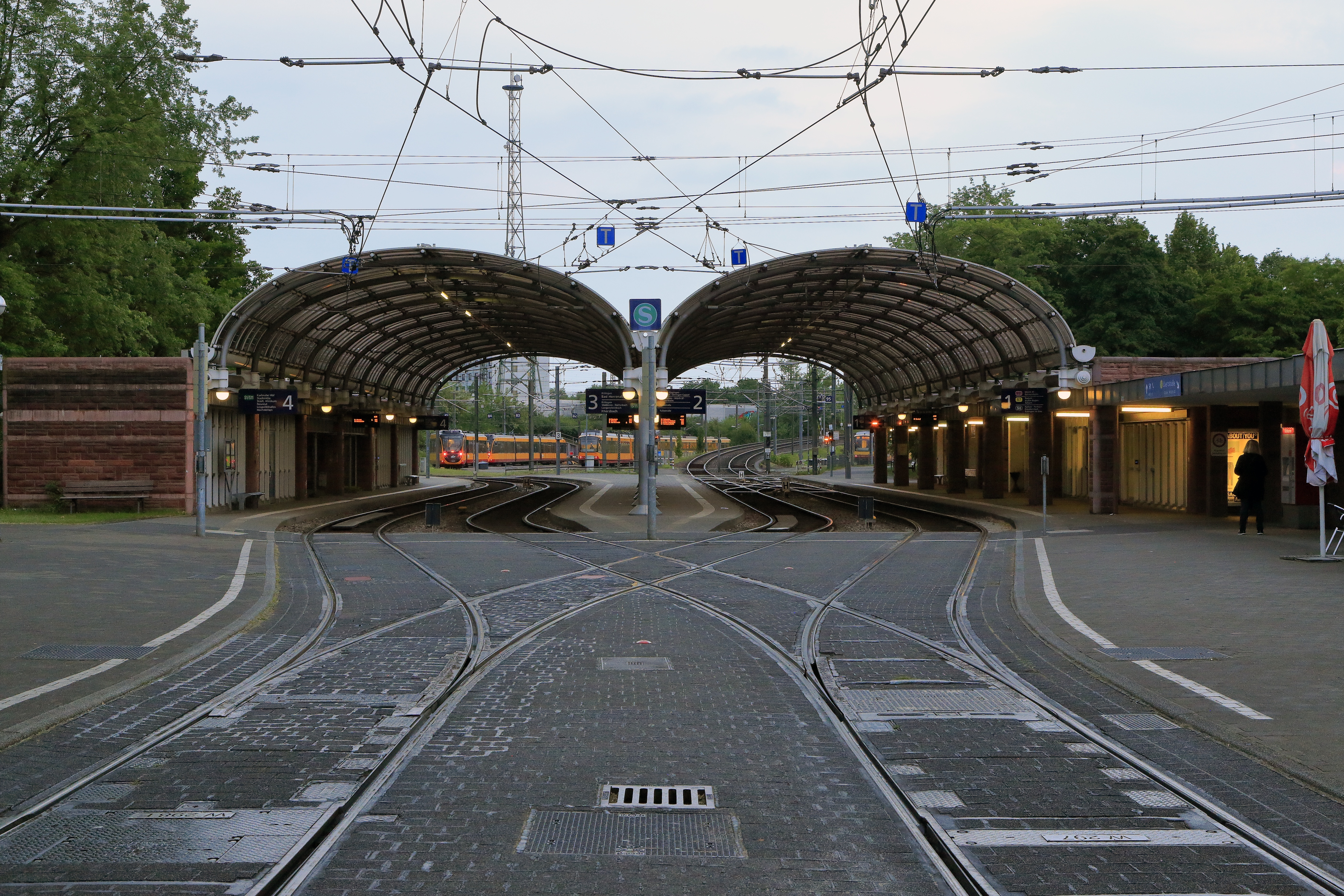
Albtalbahnhof, davor die Betriebsgrenze zwischen BOStrab (vorn) und EBO (hinten); rechts hinten die Rampe zur DB-Strecke in Richtung Rastatt (Zweisystembetrieb), links hinten die AVG-Strecke nach Ettlingen

Die Verwendung der Bezeichnung „Karlsruher Modell“ für Tram-Train-Systeme bezieht sich auf die Region Karlsruhe, in der 1992 erstmals eine Zweisystemstadtbahn im engeren Sinne eingeführt wurde, um umsteigefreie und damit attraktive Stadt-Umland-Verbindungen zu schaffen. Zuvor schon wurde die Albtalbahn umgespurt und elektrifiziert und so in das innerstädtische Straßenbahnnetz integriert. Schon hier wurden Strecken nach EBO und BOStrab kombiniert. Diese Strecke wurde um eine für den Personenverkehr stillgelegte DB-Strecke erweitert. Zunächst war die Stromversorgung noch einheitlich jene der Straßenbahn. Der heutige Zweisystembetrieb findet sowohl auf eigenen Verbindungen und von der DB gepachteten Strecken mit nur noch geringem anderen Bahnverkehr, als auch auf DB-Strecken im Mischverkehr mit anderem Eisenbahnverkehr statt. Auf der alten Trasse der Karlsruher Lokalbahn entstand später die Linie S2 als moderne Überlandstraßenbahn, die aber als einzige Karlsruher Stadtbahnlinie durchgängig als Straßenbahn konzessioniert ist. Damit zeichnet sich das Karlsruher Modell durch eine Flexibilität bei der Wahl der passenden Konzepte aus. Lediglich dieselelektrischer Antrieb oder Hybridantrieb aus den möglichen Bausteinen eines Tram-Train-Konzeptes werden in Karlsruhe nicht verwendet; das Karlsruher Modell ist somit eine rein elektrische Tram-Train-Variante.
Das System wird als Stadtbahn Karlsruhe bezeichnet und ist mit dem Logo der S-Bahn versehen, was eine sonst unübliche Anlehnung des Begriffs an die in Deutschland sonst als reine Eisenbahn konzipierte S-Bahn ist, bei der die Abkürzung für Stadtschnellbahn steht. Diese Anlehnung an ein technisch eigentlich stark abweichendes Element fußt auf der Ähnlichkeit der Bedienungsaufgaben beider Systeme, Stadt (insbesondere auch Innenstadt) und Vororte bzw. Umland miteinander zu verbinden, da dieser Aspekt in der Beziehung zum Fahrgast eine wichtige Rolle spielt. Diese dortige Abkürzung ist daher als Marke zu verstehen.
Als Begründer des Karlsruher Modells gelten Dieter Ludwig auf Seiten der AVG, der VBK und des KVV sowie Horst Emmerich von der DB.

## Verkehrsplanerische Bedeutung

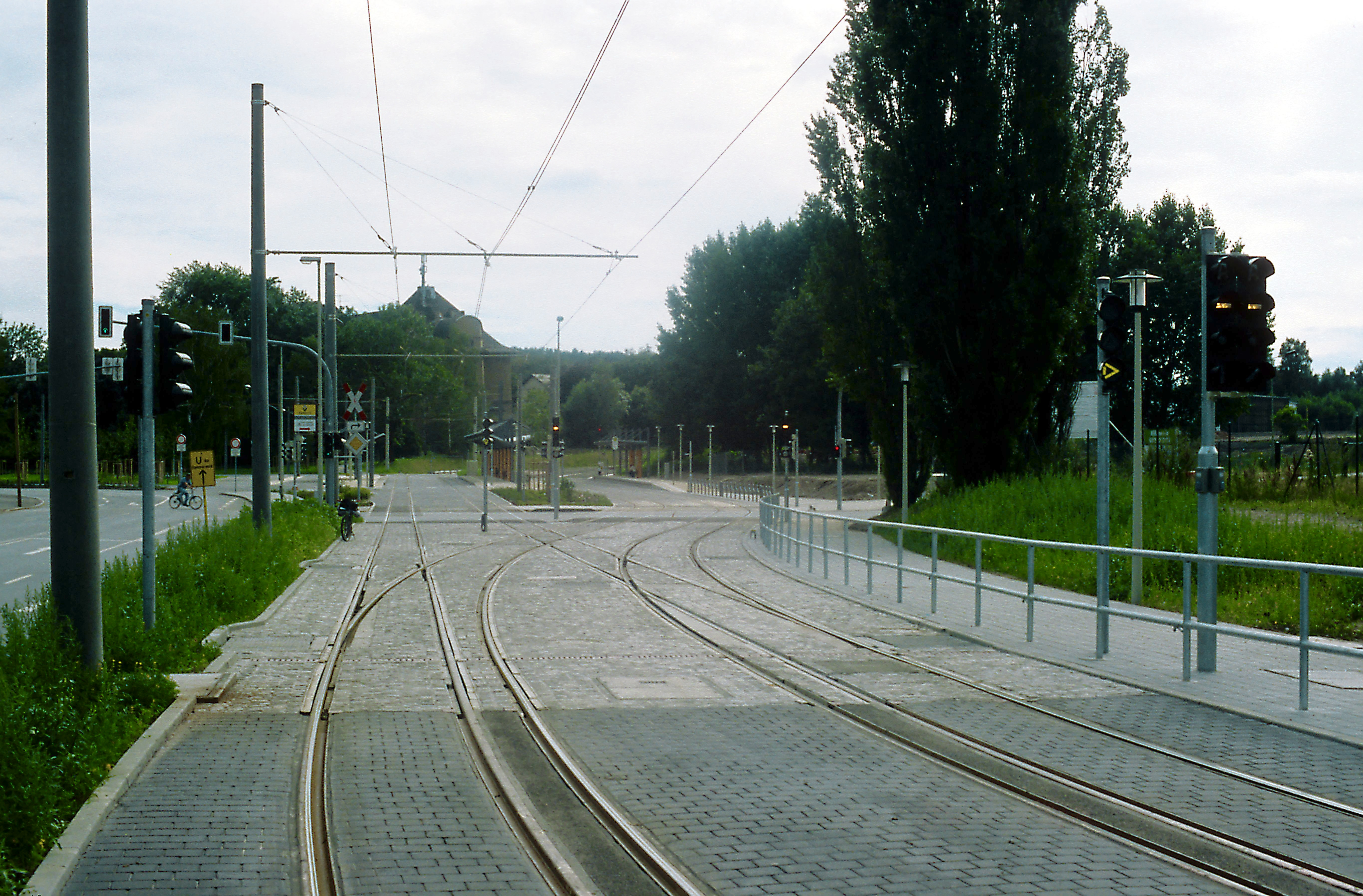
Trennung von Normal- und Meterspur in Zwickau

Im öffentlichen Personenverkehr von Ballungsräumen kann der Regionalverkehr auf Eisenbahnstrecken zwar vielfach relativ hohe Reisegeschwindigkeiten vorweisen, seine Haltestellen liegen aber oft weit von Quellen und Zielen des Verkehrs entfernt. Der Bau neuer Bahnstrecken mit zielnahen Bahnhöfen ist besonders in Ballungsgebieten mit beträchtlichen Kosten verbunden. Stadtbuslinien und Straßenbahnen wiederum sind durch ihre vielen Haltestellen und Behinderungen durch den Autoverkehr recht langsam.
Die Zweisystemstadtbahn löst dieses Problem, indem sie die Systemgrenzen zwischen Eisenbahn und Straßenbahn überwindet und damit die Nutzung regionaler Eisenbahnstrecken durch Stadtbahnlinien ermöglicht. An geeigneten Stellen geht sie vom Eisenbahn- auf das Straßenbahnnetz über und kann somit als Straßenbahn mitten in die Großstädte hineinfahren – der Umsteigezwang für die Fahrgäste entfällt.
Dabei ist zu beachten, dass – durch die höheren Anforderungen an die Fahrzeuge (s. u.), Strecken und Organisationsformen – die Investitionen gegenüber reinen Straßen- oder Eisenbahnlösungen höher sind. Die Kosten pro Platz können bei Tram-Train-Fahrzeugen bis doppelt so hoch sein. Ein Vorteil ergibt sich, wenn mit kleineren Einheiten ein attraktiverer dichter Takt und eine bessere umsteigefreie Erschließung mit mehr und kundennahen Halten ermöglicht wird, sofern Trassennutzungsgebühren etc. den Vorteil nicht aufzehren.
Die Spurweiten des Eisenbahn- und Straßenbahnsystems sollten dazu identisch sein. Andernfalls müssen Dreischienengleise verlegt werden oder bestimmte Abschnitte infrastrukturseitig vollständig umgespurt werden.

## Historische Entwicklung
Bereits Ende des 19. Jahrhunderts gab es Bemühungen, durch Kombination innerstädtischer Straßenbahnsysteme mit Vorort- und Lokalbahnen einen schienengebundenen Stadt-Umland-Verkehr zu organisieren (z. B. in Wien, Mannheim und Basel). Allerdings handelte es sich bei den befahrenen Eisenbahnstrecken um Klein- bzw. Lokalbahnen, die oft eine straßenbahnähnliche Betriebsweise hatten, sodass nur geringe technische und organisatorische Anpassungen erforderlich waren. Später wurde diese auch auf kommunale Neben- (Albtalbahn) und Hauptbahnen (Köln-Bonner Eisenbahn) übertragen, die an das Stromsystem der Straßenbahn angepasst wurden. Auf allen diesen Strecken fand teilweise ein Mischbetrieb mit lokalem, dampf- oder diesellokomotivbespanntem Güterverkehr statt. Durch die räumliche Begrenzung war es möglich, die wenigen im Mischbetrieb befahrenen Weichen mit beweglichen Herzstücken auszurüsten, damit durchgehende Fahrkanten herzustellen und auf die Rückflächenführung zu verzichten. Allerdings waren die Fahrzeuge damit nicht freizügig netzgrenzenüberschreitend einsetzbar. An Radsätzen, die einerseits Straßenbahnrillenschienen mir engen Rillenweiten befahren können und andererseits auch in den Herzstückbereichen von Vollbahnweichen und -kreuzungen sicher geführt werden, arbeitete man jahrzehntelang in vielen Städten. Die Lösung war schließlich ein Radreifen, dessen Spurkranz unterhalb der Schienenoberkante weitgehend Straßenbahnmaße aufweist, jedoch mit einem Ausrundungsradius zwischen Spurkranzflanke und Lauffläche nach Vollbahnvorgaben und einem Bund an der Rückfläche, der ab etwa zehn Millimeter über der Schienenoberkante einen Rückflächenabstand nach Vollbahnnorm (im europäischen Normalspurnetz 1360 Millimeter) gewährleistet. Eine Folge des Betriebes mit diesen Kompromissradreifen war der weitgehende Verzicht auf Flachrillen in den betroffenen Straßenbahnnetzen, um die engen Toleranzen (Spurkranzmindesthöhe im Vollbahnnetz 30 mm, Maximalhöhe in vielen Straßenbahnnetzen 32 mm) nicht zusätzlich zu belasten.
Um jedoch auch auf Relationen, bei denen keine kommunalen Eisenbahnstrecken genutzt werden konnten, einen attraktiven öffentlichen Nahverkehr anbieten zu können, entstand in Karlsruhe Anfang der 1980er Jahre die Idee, Regionalstrecken der Deutschen Bundesbahn mit dem städtischen Straßenbahnnetz zu verknüpfen (Karlsruher Modell). Diese Strecken waren jedoch teilweise bereits mit dem Vollbahnstromsystem elektrifiziert oder sollten auch weiterhin von (auch elektrischen) Eisenbahnzügen genutzt werden können, sodass eine Elektrifizierung mit dem Stromsystem der Straßenbahn ausgeschlossen war. Zudem mussten Fragen der Spurführung der Stadtbahnwagen auf den Eisenbahnstrecken, organisatorische und rechtliche Fragen im Zusammenhang mit dem Betrieb von kommunalen Stadtbahnwagen auf Bundesbahngleisen sowie Fragen der finanziellen Abgeltung für die Nutzung der Streckeninfrastruktur geklärt werden. Mit Hilfe von Versuchsfahrten mit einem provisorisch zum Zweisystemwagen umgebauten Karlsruher Stadtbahnwagen auf DB-Strecken wurden 1986 die technischen Fragestellungen weitgehend geklärt, sodass die Entwicklung serienmäßiger Zweisystemstadtbahnwagen eingeleitet werden konnte. Die Lösung dieser Fragen erforderte noch einige Zeit, da die im Zuge der Bahnreform eingeführten Regeln zum diskriminierungsfreien Netzzugang noch nicht existierten und der Betrieb eines anderen Eisenbahnunternehmens im Personenverkehr auf DB-Gleisen Neuland war.
Nach dem Bau einer Verbindungsstrecke zwischen dem Straßen- und Eisenbahnnetz und der Modernisierung der Kraichgaubahn konnte 1992 durch die Albtal-Verkehrs-Gesellschaft der erste Zweisystemstadtbahnverkehr zwischen Karlsruhe und Bretten-Gölshausen aufgenommen werden. Der große Erfolg dieses Angebotes – die Fahrgastzahlen erhöhten sich innerhalb weniger Wochen auf das Fünffache – führte zu einem zügigen Ausbau des Zweisystem-Stadtbahnnetzes im Karlsruher Umland sowie zur Einrichtung ähnlicher Verkehrssysteme in Saarbrücken, Chemnitz, Mülhausen, Nordhausen und Kassel. Die Heilbronner Innenstadt und das Umland der Stadt sind mittlerweile unmittelbar mit dem Karlsruher Netz verbunden. In mehreren Städten ist der Bau von Zweisystemstadtbahnen geplant. Teilweise wurde dabei in der Planungsphase die Idee wieder verworfen (z. B. in Braunschweig). Bei der für Tübingen und Reutlingen geplanten Regional-Stadtbahn Neckar-Alb wurde die Tübinger Innenstadtstrecke per Bürgerentscheid abgelehnt.

## Technische und organisatorische Umsetzung
Um Eisenbahn- und Straßenbahnsysteme verknüpfen zu können, müssen gegenüber einem bloßen Straßen-/Stadtbahnbetrieb die Fahrzeugtechnik, die Verkehrsbauten und die Betriebsorganisation angepasst werden. Dies erzwingen die technischen Unterschiede der beiden Verkehrsmittel wie auch die abweichenden Betriebsvorschriften, nämlich die Verordnung über den Bau und Betrieb der Straßenbahnen im Straßenbahnbereich und die Eisenbahn-Bau- und Betriebsordnung sowie die Eisenbahn-Signalordnung (ESO) im Eisenbahnbereich.

### Fahrzeugtechnik

#### Spurführung

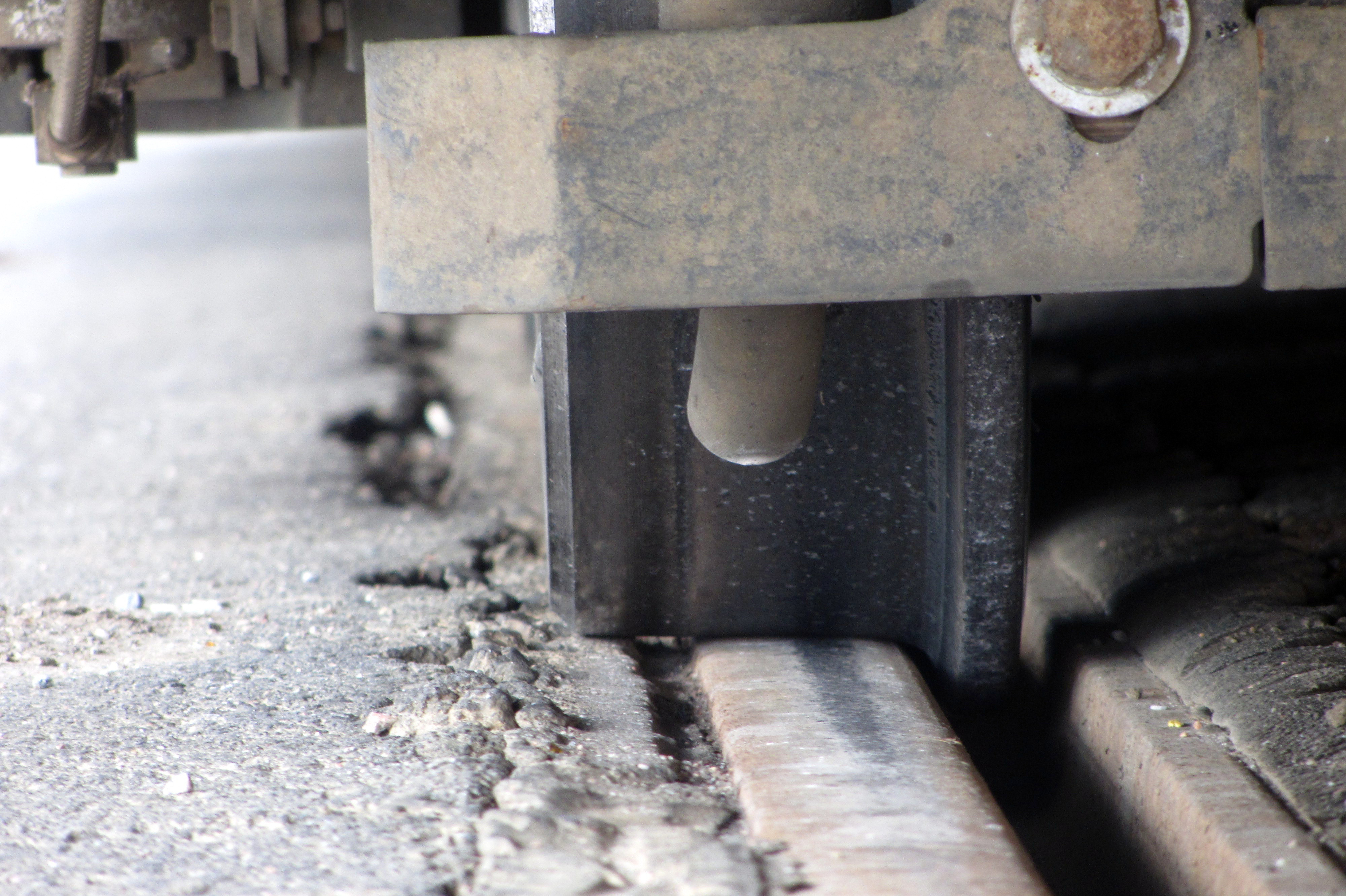
Kompromissradreifen in eingedecktem Rillenschienengleis, Spårväg City

In Straßenbahnnetzen sind historisch bedingt meist Rillenschienen mit engen Rillenweiten üblich. Damit das Straßenpflaster bis an die Außenkanten der Schienenköpfe verlegt werden konnte, durften die Radlaufflächen nicht wesentlich nach außen überstehen. Ein klassisches Straßenbahnrad hatte deshalb in der Vergangenheit nur eine Radreifenbreite von 75 Millimetern (inzwischen liegt die Mindestbreite bei 95 mm), im Gegensatz zu europäischen Eisenbahnradreifen mit 135 Millimetern Breite. Damit war der Einbau von üblichen Herzstücken, bei denen ein Rad stoßarm von der Flügelschiene auf die Herzstückspitze läuft, nicht mehr möglich. Man behalf sich mit Herzstücken mit Flachrillen, in denen die Räder auf den Spurkranzkuppen laufen. Für die erforderliche Tragfähigkeit mussten die Spurkranzkuppen ausreichend breit sein. Wegen der begrenzten Rillenweite war das nur durch steilere Flankenwinkel auf beiden Spurkranzseiten möglich. Zusammen mit einem engeren Ausrundungsradius zwischen Lauffläche und Spurkranzflanke und der dadurch auf üblichen Vignolschienen erzwungenen Zweipunktberührung ist deshalb ein Straßenbahnradsatz selbst im geraden Eisenbahngleis nicht ausreichend laufsicher. Wegen der möglichst engen Rillenweiten ist der Rückflächenabstand eines Straßenbahnradsatzes größer als bei einem Eisenbahnradsatz. Der Rückflächenabstand beträgt bei einem europäischen Eisenbahnradsatz 1360 Millimeter, in regelspurigen Straßenbahnnetzen sind 1380 Millimeter ein häufig üblicher Wert. Dieser Unterschied schließt die Rückflächenführung durch die Radlenker im Herzstückbereich von Weichen und Kreuzungen aus. Diese wesentlichen Unterschiede in der Konstruktion der Radreifen erfordern Anpassungen bei gemischten Straßenbahn-/Eisenbahnsystemen.

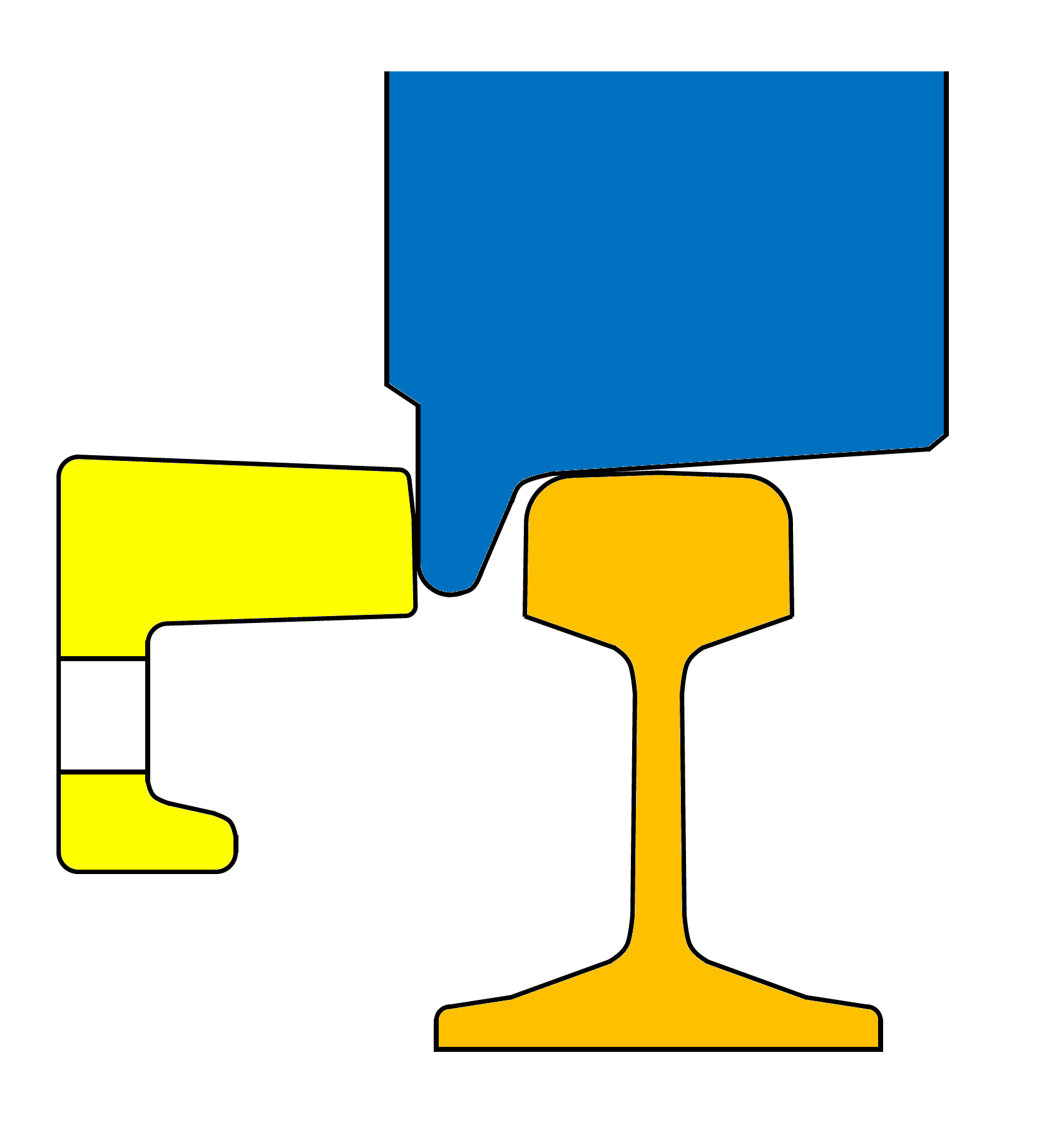
Kompromissradsatz im Radlenker einer Straßenbahnweiche (gelb) ohne Überhöhung gegenüber SOK

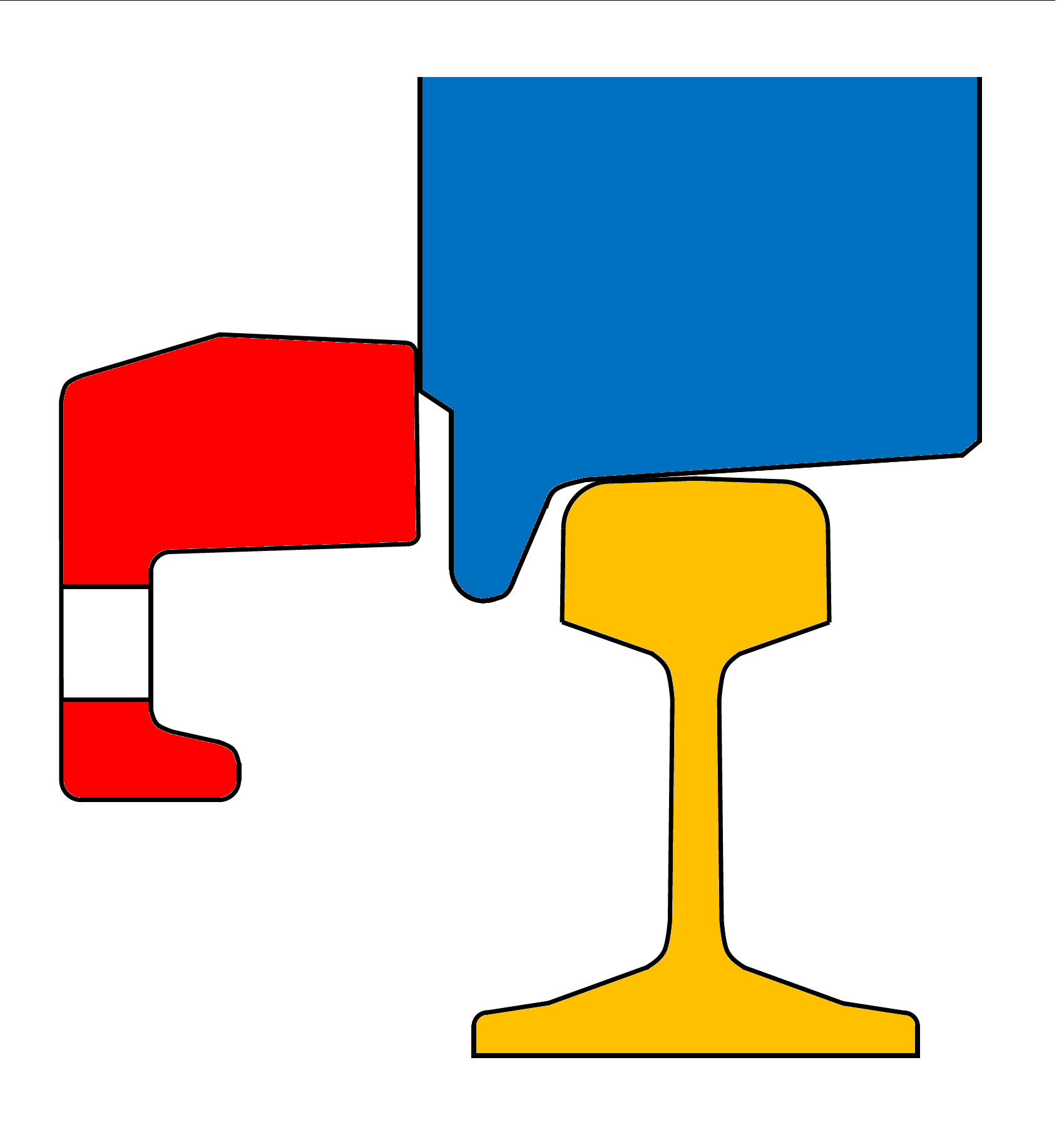
Kompromissradsatz im Radlenker einer Vollbahnweiche (rot) mit einer Überhöhung von 30 mm gegenüber SOK

Das Radreifenprofil eines Fahrzeugs, das beide Systeme sicher befahren soll, muss einen tragfähigen schmalen Spurkranz mit einer breiten Radlauffläche kombinieren. Zusätzlich muss der Ausrundungsradius der Hohlkehle zwischen Lauffläche und Spurkranzflanke soweit vergrößert werden, dass auch auf Vignolschienen eine Einpunktberührung gewährleistet ist. Bei der Köln-Bonner Eisenbahn und den Wiener Lokalbahnen wurden die im Mischbetrieb befahrenen Weichen mit beweglichen Flügelschienen bzw. Herzstückspitzen ausgerüstet. Damit stehen dort durchgehende Fahrkanten zur Verfügung, der unterschiedliche Rückflächenabstand und die Breite der Radlaufflächen spielen keine entscheidende Rolle. Die Fahrzeuge sind jedoch im Eisenbahnnetz nicht freizügig einsetzbar. Um das zu erreichen, erhielten die Radreifen auf der Rückfläche einen Bund, über den ab etwa zehn Millimeter über Schienenoberkante der Vollbahn-Rückflächenabstand hergestellt wird. Straßenbahnradlenker überragen in der Regel die Schienenoberkante im Neuzustand nicht, damit wurde diese Lösung konfliktarm möglich. Ein Problem bleibt jedoch, dass dieser Bund die Vollbahnradlenker nur auf einer geringen Höhe bestreicht. Werden sie nur von Fahrzeugen mit Kompromissradreifen befahren, dann führt das zu einem erhöhten Verschleiß. Ein häufigereres Auswechseln dieser Radlenker ist daher nicht zu vermeiden. Günstig für das Verschleißverhalten sind ein möglichst vollständiger Verzicht auf Flachrillenherzstücke auf von Mischbetriebsfahrzeugen befahrenen Straßenbahnstrecken und breite Vergussfugen auf der Außenseite von eingedeckten Rillenschienengleisen. Das Kompromissradreifenprofil bietet geringere Toleranzen als reine Straßen- und Eisenbahnprofile, deshalb ist eine häufigerere Umrissbearbeitung erforderlich.
Die Steifigkeit von Straßenbahn- und Eisenbahnfahrzeugen unterscheidet sich ebenfalls: für Eisenbahntriebwagen ist eine Längssteifigkeit von 1500 kN vorgeschrieben, die der Straßenbahn- und Stadtbahnwagen erreicht in der Regel nur 200–600 kN. Daher war der Einsatz der Zweisystemstadtbahnwagen bis Anfang der 1990er Jahre nur auf bestimmten Strecken erlaubt, bis 1993 mit der sogenannten „LNT-Richtlinie“ eine allgemein gültige Regelung für den Mischbetrieb Stadtbahn/Eisenbahn geschaffen wurde. Sie fordert im Wesentlichen, dass Fahrzeuge mit einer Steifigkeit von 1500 kN oder weniger durch Maßnahmen der aktiven Sicherheit die nicht regelkonforme Rahmensteifigkeit kompensieren müssen. Dies erreichen Stadtbahnwagen u. a. durch die gegenüber Eisenbahnfahrzeugen deutlich höhere Bremsverzögerung. Daneben beschränkt die LNT-Richtlinie die Höchstgeschwindigkeit für leichte Nahverkehrstriebwagen und verbietet deren Einsatz auf Strecken mit Höchstgeschwindigkeiten über 160 km/h.

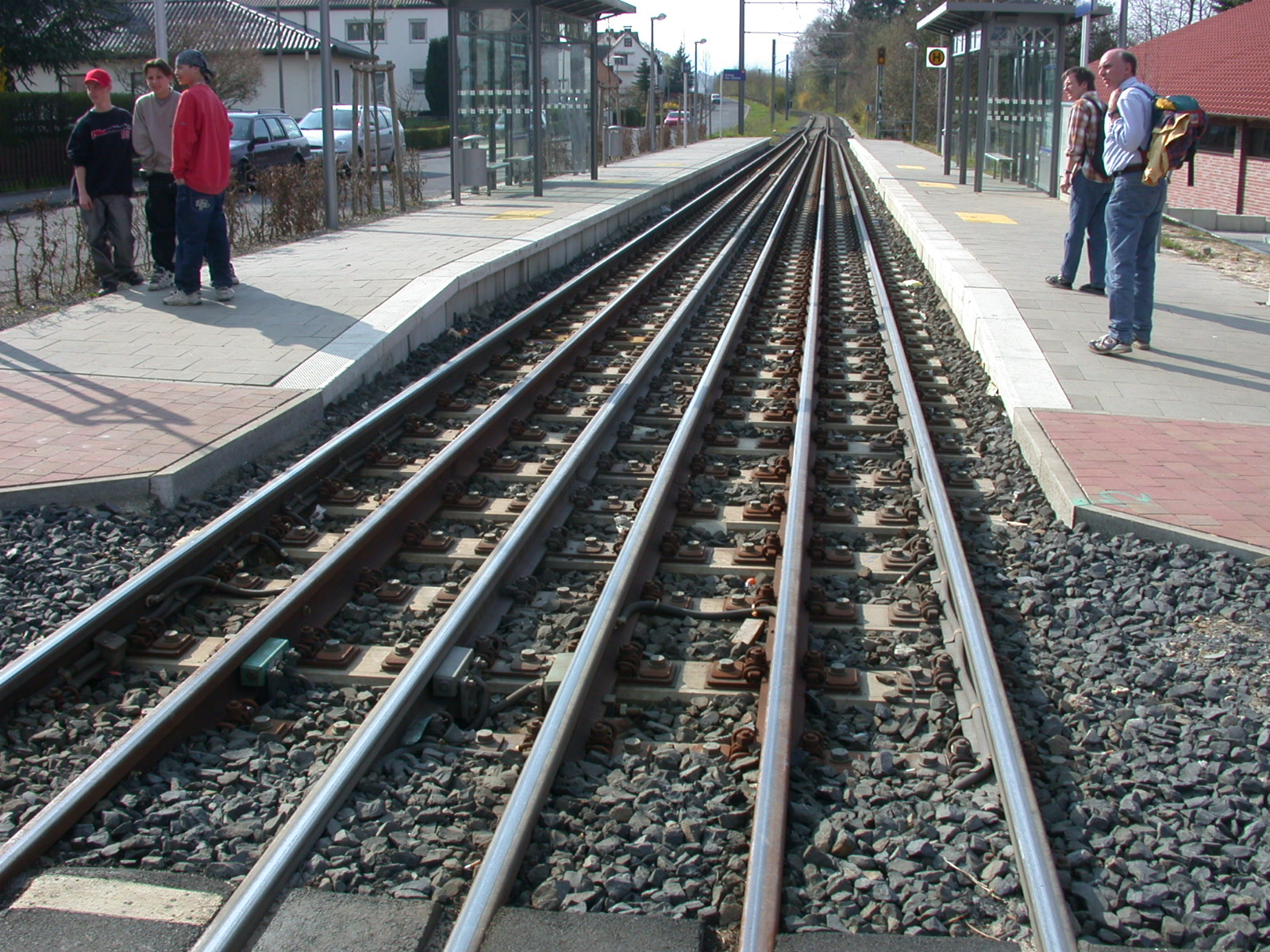
Gleisverschlingung zum Heranführen schmaler Straßenbahnwagen an die Bahnsteige in Kaufungen bei Kassel

Eisenbahnwagen sind breiter als Stadt- und Straßenbahnfahrzeuge, beim Einsatz von Stadtbahnwagen auf Eisenbahnstrecken bleibt deshalb ein ca. 20 bis 30 Zentimeter breiter Spalt zwischen Fahrzeug und Bahnsteig, der durch technische Anpassungen überbrückt wird. Üblich sind ausfahrbare Trittstufen: So können die Karlsruher Stadtbahnwagen wahlfrei mit zu 34 oder 55 cm ausfahrbaren Trittstufen sowohl an alten niedrigen Straßenbahnsteigen mit 1,35 m Abstand zur Gleismitte, an Niederflurbahnsteigen mit 34 cm Höhe und 1,58 m Abstand und an Mittelflurbahnsteigen mit EBO-konformer Höhe von 55 cm in 1,65 m Abstand halten.
In Kassel wurden dagegen auf den Mischbetriebsabschnitten der Bahnstrecke Kassel–Waldkappel Gleisverschlingungen im Bahnsteigbereich angelegt, so dass die schmaleren Straßenbahnfahrzeuge ohne wagenbauliche Änderungen näher an die Bahnsteigkante gelangen, während die breiteren Eisenbahnfahrzeuge die Bahnsteigflächen nicht überstreichen.
Zweisystem-Stadtbahnfahrzeuge müssen ferner mit den Zugbeeinflussungseinrichtungen sowohl im befahrenen Straßen- als auch Eisenbahnnetz ausgerüstet sein, sie besitzen also in Deutschland üblicherweise neben der Induktiven Weichensteuerung der Straßenbahn Fahrzeuggeräte der im Eisenbahnbereich üblichen punktförmigen Zugbeeinflussung. Auch die Funkanlage muss für den Betriebsfunk der Straßenbahn und den Zugfunk der Vollbahn ausgelegt sein.

#### Energieversorgung

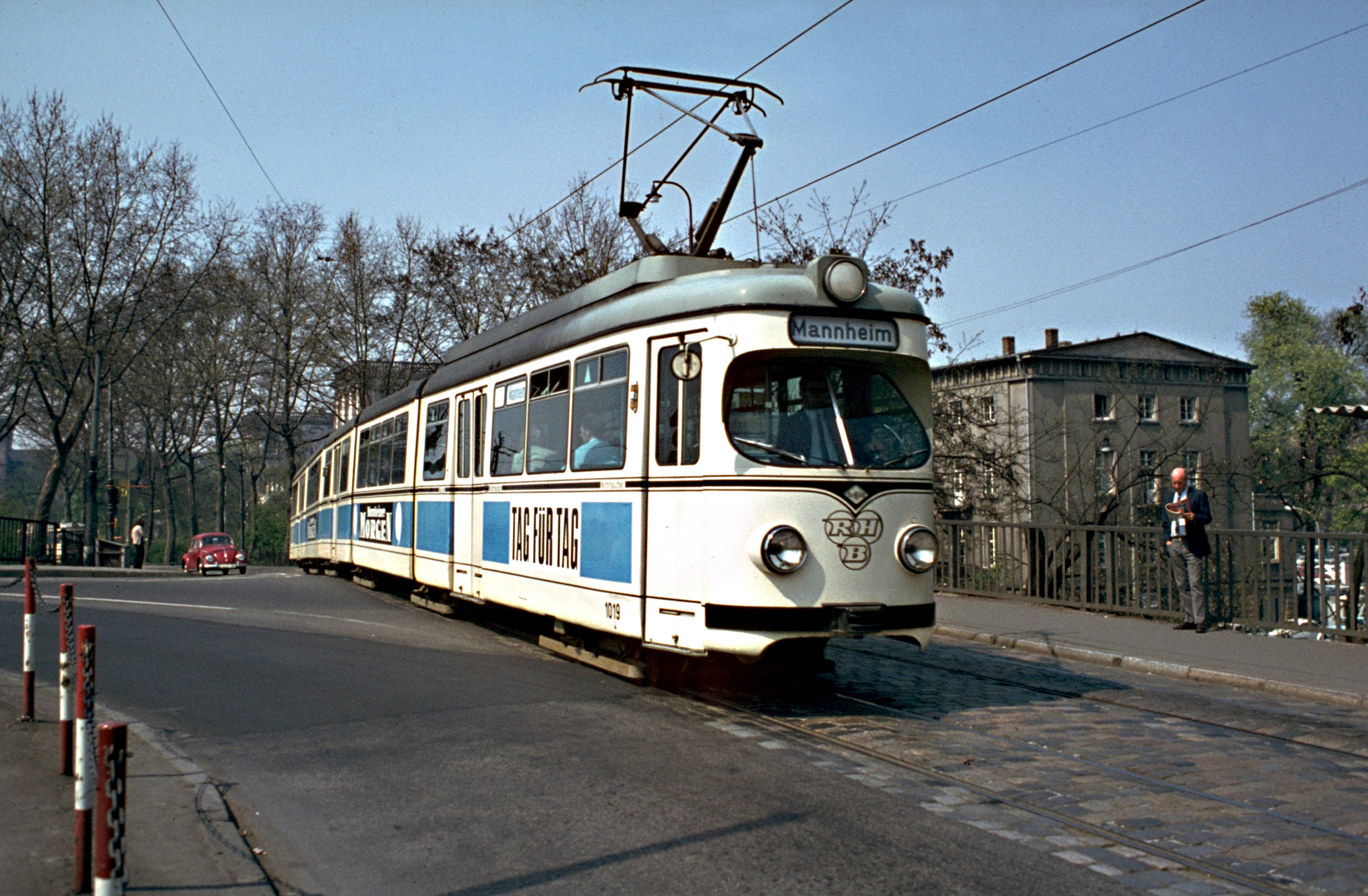
Statt einer Liniennummernanzeige ist bei diesem RHB-Zwölfachser ein drittes Spitzenlicht eingebaut

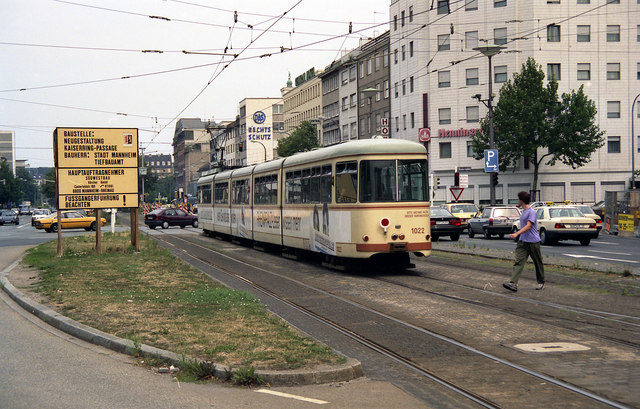
Zusätzlich zu seinen Rückleuchten führt dieser im Mischverkehr eingesetzte RHB-Zwölfachser eine rot-weiße Zugschlussscheibe

Bei Mischsystemen war jahrzehntelang die Energieversorgung problematisch: In Straßenbahnnetzen werden weitgehend Gleichspannungen von 500 bis 750 Volt genutzt, in elektrifizierten Eisenbahnnetzen dagegen wegen der erforderlichen, deutlich höheren Leistungen entweder Gleichspannungen zwischen 1,5 und 3 kV oder Einphasenwechselspannungen von 15 kV (beispielsweise in Deutschland, Österreich und der Schweiz) oder 25 kV. Es werden somit Fahrzeuge benötigt, die entweder für beide Stromsysteme ausgelegt sind oder fahrdrahtunabhängig verkehren können. Hierfür wurden drei Konzepte entwickelt:
- Zweisystemstadtbahnwagen für Gleich- und Wechselspannung sind außer mit den elektrischen Einrichtungen für den Gleichstrombetrieb auch mit Transformator, Gleichrichter und Systemwahlautomatik ausgestattet und eignen sich so für beide Stromsysteme. Versuchsfahrten mit einem provisorisch umgebauten Fahrzeug fanden 1986 im Raum Karlsruhe statt. Derartige Fahrzeuge kommen inzwischen in Karlsruhe, Saarbrücken und Kassel sowie in der Region Île-de-France (mit 50 Hz) zum Einsatz.
- Zweikrafttriebwagen, in der Regel als Gleichstromtriebwagen mit zusätzlichen Dieselgeneratoranlagen, die im Stadtbereich elektrisch verkehren und auf den Strecken außerhalb des eigenen Fahrleitungsnetzes von diesen Dieselgeneratoren versorgt werden. Ein erstes derartiges Fahrzeug wurde versuchsweise in Nordhausen durch Einbau eines Pkw-Dieselmotors in einen älteren Straßenbahnwagen geschaffen. Heute verkehren serienmäßige Zweikrafttriebwagen in Nordhausen, Chemnitz und Kassel. Solche Fahrzeuge verkehren in der Regel nur auf Strecken, die nicht elektrifiziert sind.
- Fahrzeuge mit Gleichstromantrieb und Batteriespeicher. Experimente mit einem solchen Antriebssystem fanden 1989 in Karlsruhe statt, wurden allerdings nicht bis zur Serienreife weiterentwickelt.

Mehrspannungsfahrzeuge für unterschiedliche Gleichspannungen sind vergleichsweise einfach durch gruppenweise Umschaltungen der Fahrmotoren oder Traktionswechselrichter realisierbar, wenn die höhere Spannung ein ganzzahliges, möglichst gerades Vielfaches der niedrigeren ist. Zwei der wenigen unter diesen Voraussetzungen realisierten Betriebe sind die Stadtbahn Cádiz mit einem Spannungsverhältnis von 1:4 und die Durchmesserlinie der Appenzeller Bahnen mit 1500 und 600 Volt.

### Verkehrsbauten

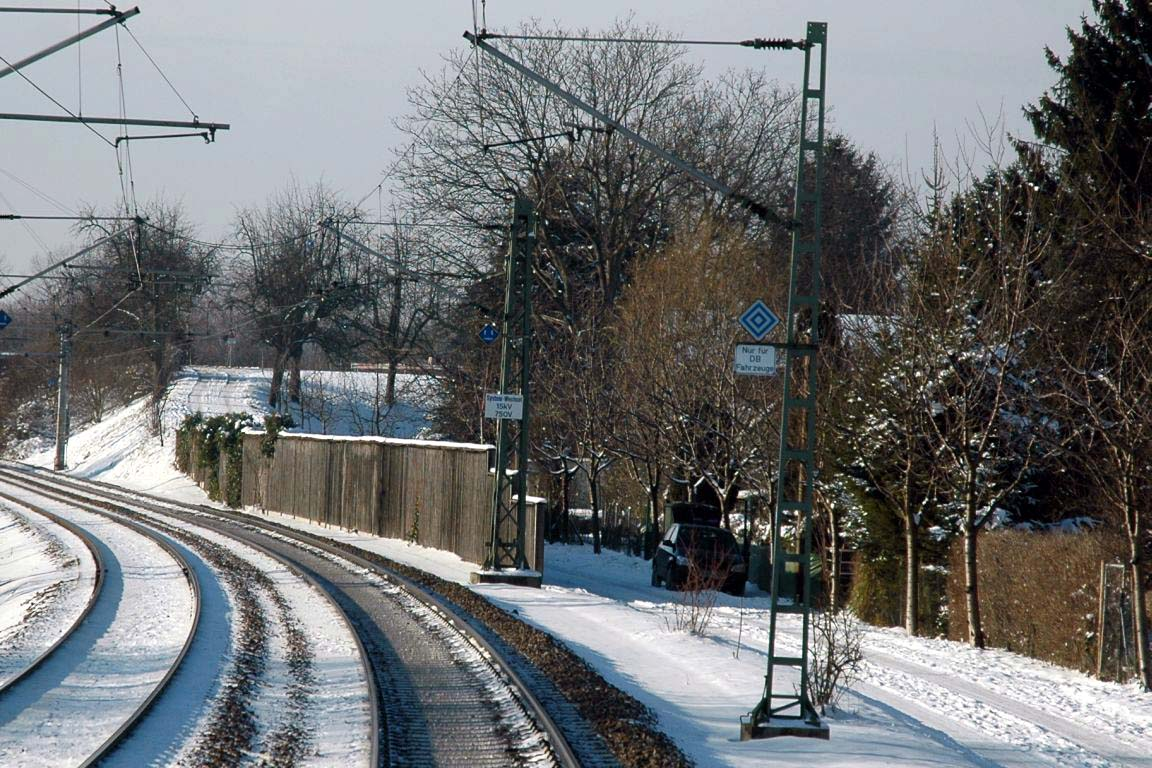
Systemwechselstelle in Karlsruhe-Durlach

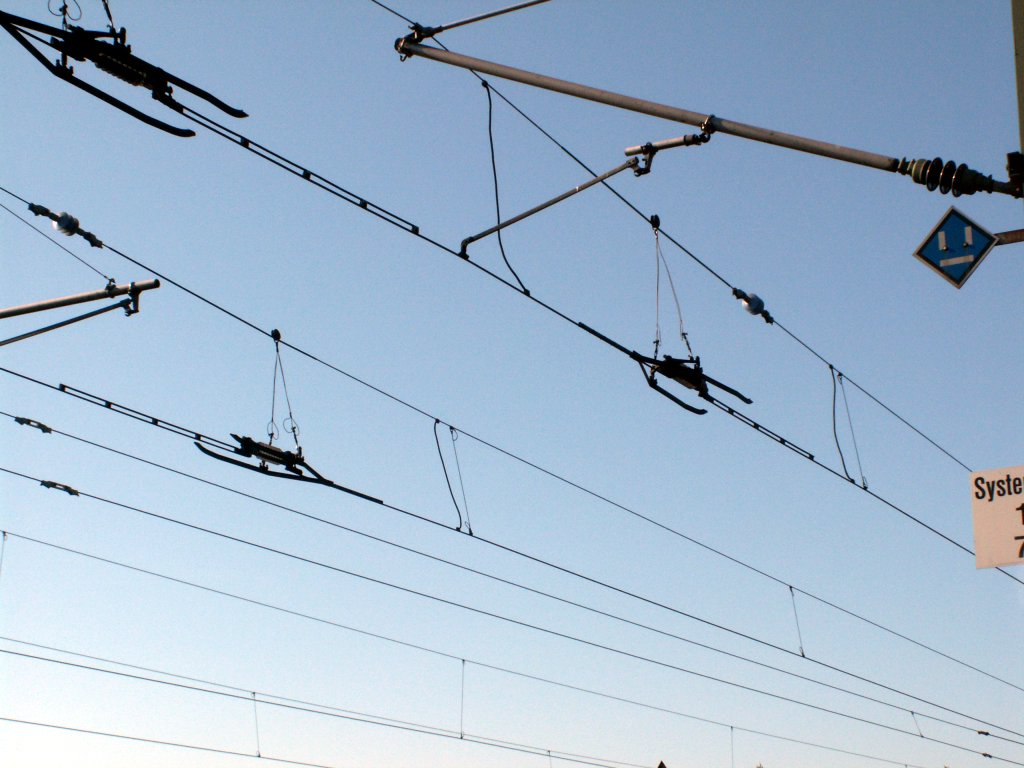
Trennung der Oberleitung beim Systemwechsel vor Karlsruhe-Durlach

Straßenbahn- und Eisenbahnnetz müssen zu Beginn durch Übergangsstrecken miteinander verbunden werden. Unter Umständen wird auf dieser Verbindungsstrecke auch die Systemtrennstelle errichtet. Trennstellen sind 50 bis 200 m lange stromlose Fahrleitungsabschnitte, die durch Streckentrenner fahrleitungsseitig gegen die beiden angrenzenden Stromsysteme elektrisch isoliert sind. Sie müssen mit Schwung durchfahren werden. Bleibt ein Fahrzeug unbeabsichtigt im stromlosen Abschnitt stehen, wird vorübergehend Gleichstrom eingespeist, mit dem das Fahrzeug den Bereich wieder verlassen kann. Sie werden auch oft mit leichtem Gefälle angelegt, damit sich ein liegengebliebenes Fahrzeug auf diese Weise in Bewegung setzen kann. Um zu verhindern, dass insbesondere der Rückstrom der Gleichspannungsseite in das Wechselspannungsnetz abirrt und dort die Transformatoren vormagnetisiert, werden auch die Fahrschienen im Systemwechselbereich durch Abriegelstöße in Form von je zwei Isolierstößen hintereinander elektrisch getrennt. Die Systemtrennstellen müssen nicht zwingend mit der rechtlichen oder der Infrastrukturgrenze zwischen Eisenbahn- und Straßenbahnanlage identisch sein. Ihre Lage ist von den übrigen infrastruktrmäßigen Voraussetzungen abhängig. Sie sollen nicht im Bereich von Hauptsignalen, regelmäßigen Halteplätzen, Bahnübergängen, mit geringer Geschwindigkeit zu befahrenen Abschnitten oder in Beschleunigungsstrecken liegen.

### Organisation
Das Fahr- und Betriebspersonal muss sowohl als Triebfahrzeugführer nach BOStrab als auch nach EBO ausgebildet sein. Das die Stadtbahn betreibende Verkehrsunternehmen muss eine Zulassung nach BOStrab und nach EBO haben.
Früher waren für den Betrieb einer Stadtbahn auf Eisenbahngleisen noch besondere rechtliche, organisatorische und finanzielle Regelungen zu schaffen, um den Betrieb eines fremden Verkehrsunternehmens auf Bundesbahngleisen zu ermöglichen. Diese wurden in Deutschland mit der Bahnreform verallgemeinert, so dass heute keine Einzelfallregelungen mehr nötig werden.

## Einsatzgebiete

S-Bahn- und Tram-Train-Netze in Deutschland

### Deutschland

#### Zukünftige
Regional-Stadtbahn Neckar-Alb
Unter dem Namen Regional-Stadtbahn Neckar-Alb sollen um die Städte Tübingen und Reutlingen Bahnstrecken elektrifiziert werden und das Fahrplanangebot ausgebaut werden. In Reutlingen, sowie zwischen Reutlingen und Engstingen (ehemalige Bahnstrecke Reutlingen–Schelklingen) sollen Straßenbahnstrecken entstehen, eine Innenstadtstrecke in Tübingen wurde bei einem Bürgerentscheid 2021 abgelehnt.
Bremen
In Bremen und der niedersächsischen Nachbargemeinden Stuhr und Weyhe baut die Bremen-Thedinghauser Eisenbahn (BTE) seit 2021 die Gleisinfrastruktur aus, um im Jahr 2024 einen Betrieb der Straßenbahnlinien 1 und 8 des EVU Bremer Straßenbahn AG zu ermöglichen. Die Strecke wird komplett elektrifiziert und erhält als Leit- und Sicherungstechnik den signalisierten Zugleitbetrieb. Die Linie 1 soll dabei nur einen kurzen Abschnitt der BTE-Strecke in Bremen-Huchting befahren, die Linie 8 eine längere Strecke bis Kirchweyhe.
Die Überlegungen für eine neue Linie 11 von Oberneuland nach Delmenhorst wurden zugunsten der Regio-S-Bahn Bremen/Niedersachsen aufgegeben.
Stadtbahn Ludwigsburg
Das geplante Netz der Stadtbahn Ludwigsburg beinhaltet eine Reaktivierung der Bahnstrecke Ludwigsburg–Markgröningen als Eisenbahn sowie Straßenbahnstrecken unter anderem in Ludwigsburg und Markgröningen.

#### Heutige
Karlsruhe und Heilbronn

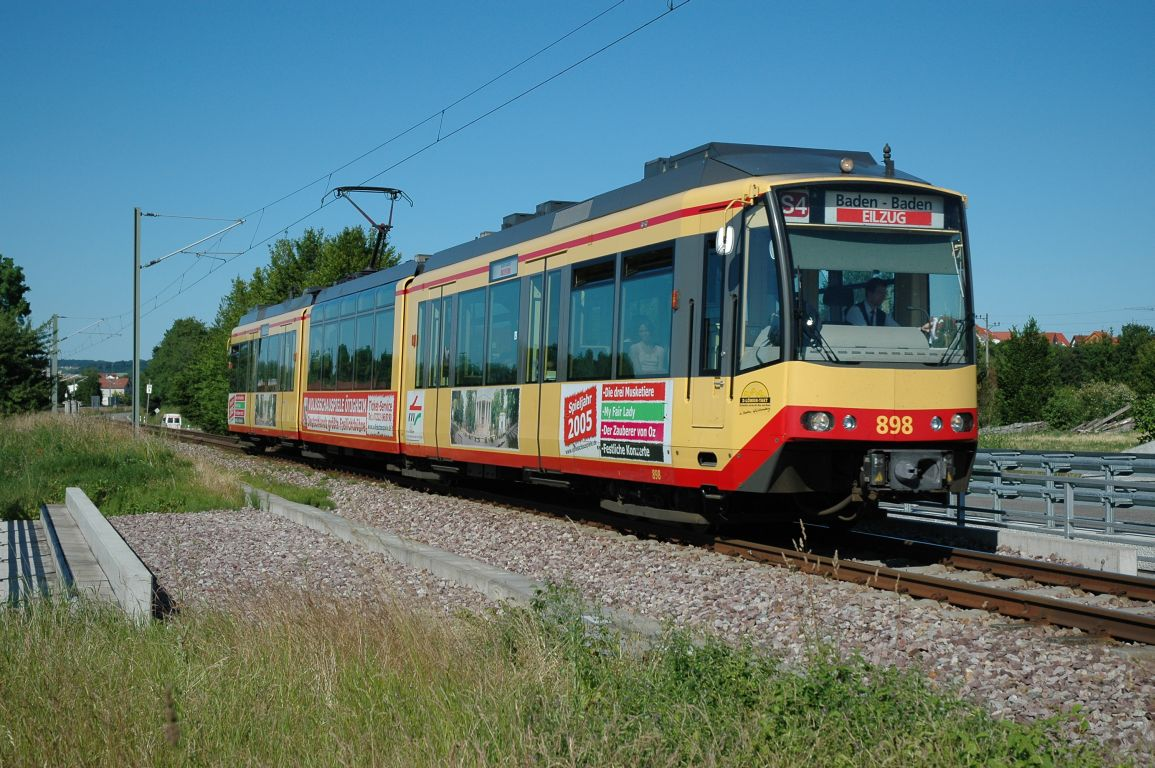
Karlsruher Stadtbahntriebwagen als Vollbahnzug auf Eisenbahnstrecke

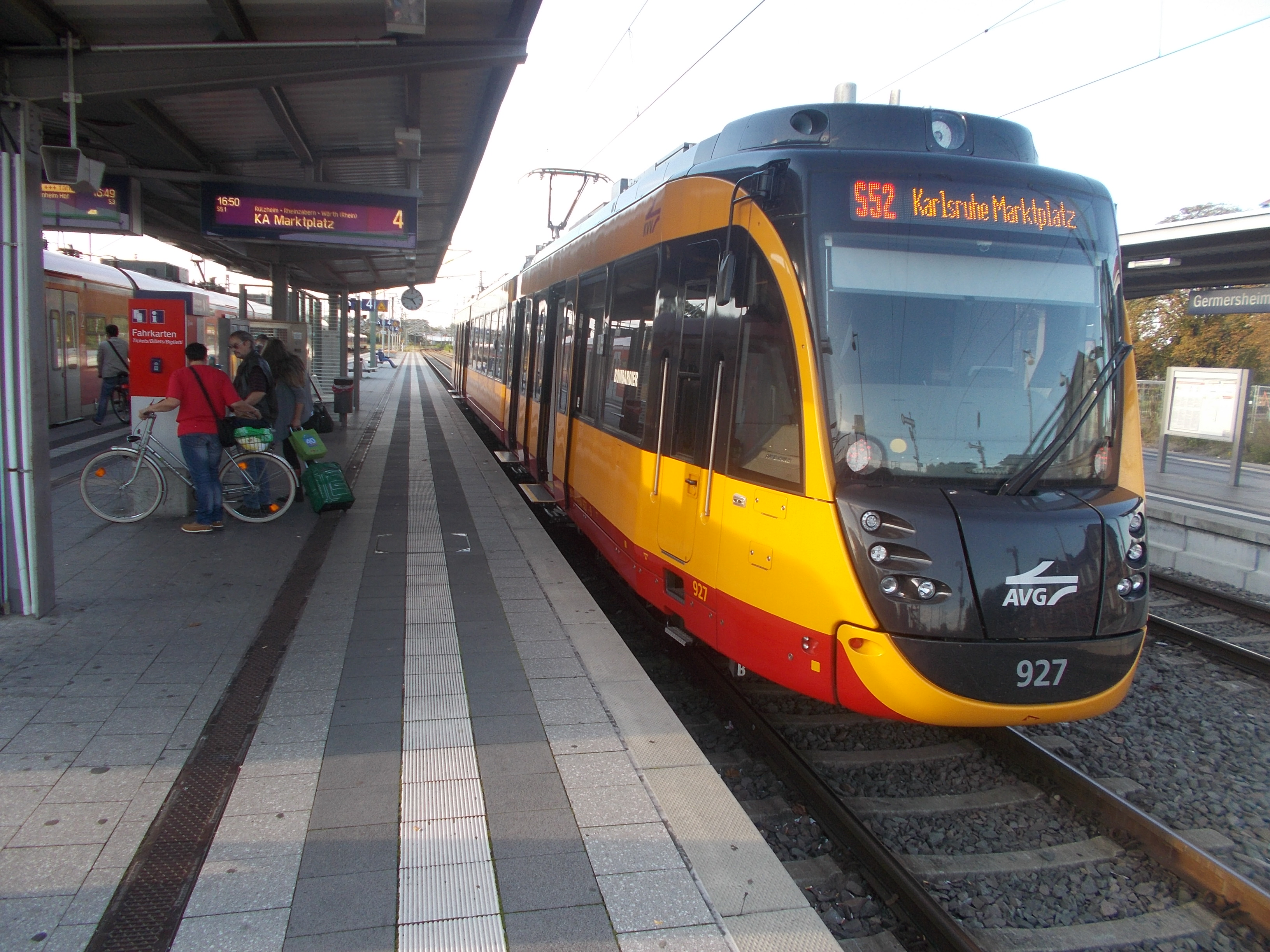
Karlsruher Stadtbahntriebwagen, seit 2010 im Bahnhof Germersheim

In Karlsruhe wurde die Zweisystemstadtbahn schrittweise durch die Albtal-Verkehrs-Gesellschaft (AVG) entwickelt:
- Seit 1959 verkehren Straßenbahnwagen auf der Albtalbahn, einer kommunalen Eisenbahnstrecke, die bei ihrer Umspurung von 8800 auf 750 Volt Gleichspannung umgestellt und mit dem Straßenbahnnetz verknüpft wurde. 1966 folgte nach gleichem Muster auch die Bahnstrecke Busenbach–Ittersbach.
- Seit 1979 verkehren Straßenbahnwagen auf der von Beginn an regelspurigen, aber ursprünglich nicht elektrifizierten Hardtbahn, ebenfalls unter Gleichspannung. Damals gehörte die Strecke noch zum Streckennetz der Deutschen Bundesbahn, wurde jedoch nur noch von wenigen Güter-Zustellfahrten bedient.
- Seit 1991 fuhren Zweisystemstadtbahnwagen als Nahverkehrszüge der Deutschen Bundesbahn zwischen Karlsruhe Hbf und Pforzheim, zunächst ausschließlich unter Wechselstrom-Oberleitung und nach EBO.
- 1992 wurde nach Versuchsbetrieb in den 1980er Jahren die erste Zweisystemstadtbahnverbindung im Mischverkehr unter Gleich- und Wechselstromoberleitung nach Bretten-Gölshausen eröffnet. In den Folgejahren kamen Verbindungen in Richtung Nordschwarzwald (Murgtal, Achern, Bad Herrenalb, Eutingen im Gäu) sowie nach Germersheim hinzu.

Das Karlsruher Netz umfasst inzwischen über 500 Kilometer Streckenlänge. Neben dem Karlsruher Straßenbahnnetz und den regionalen Eisenbahnstrecken wurden in Linkenheim-Hochstetten, Wörth am Rhein, Bad Wildbad und Heilbronn eigene Innenstadtstrecken geschaffen, die auch mit 750 Volt Gleichspannung betrieben werden und deshalb eigene Systemwechselstellen besitzen.
Saarbrücken
In Saarbrücken wurde 1997 ein neuer Stadtbahnbetrieb eröffnet, der neben einer neuerbauten Straßenbahnstrecke in der Saarbrücker Innenstadt eine grenzüberschreitende, elektrifizierte Führung auf der bestehenden Bahnstrecke Saarbrücken–Sarreguemines umfasst. Diese Stadtbahn wurde inzwischen über Riegelsberg und Walpershofen verlängert, um auf einer ehemaligen Eisenbahnstrecke zur Endstation nach Lebach-Jabach zu verkehren. Der Bau einer zweiten Linie zwischen Saarlouis und Sankt Ingbert wurde aus finanziellen Gründen vorläufig zurückgestellt.
Da in Saarbrücken kein bestehender Straßenbahnbetrieb berücksichtigt werden musste, konnte die Saarbahn auf Kompromissradreifen verzichten und verwendet auch auf den Stadtstrecken Radreifen sowie Leit- und Rillenweiten nach EBO.
Kassel

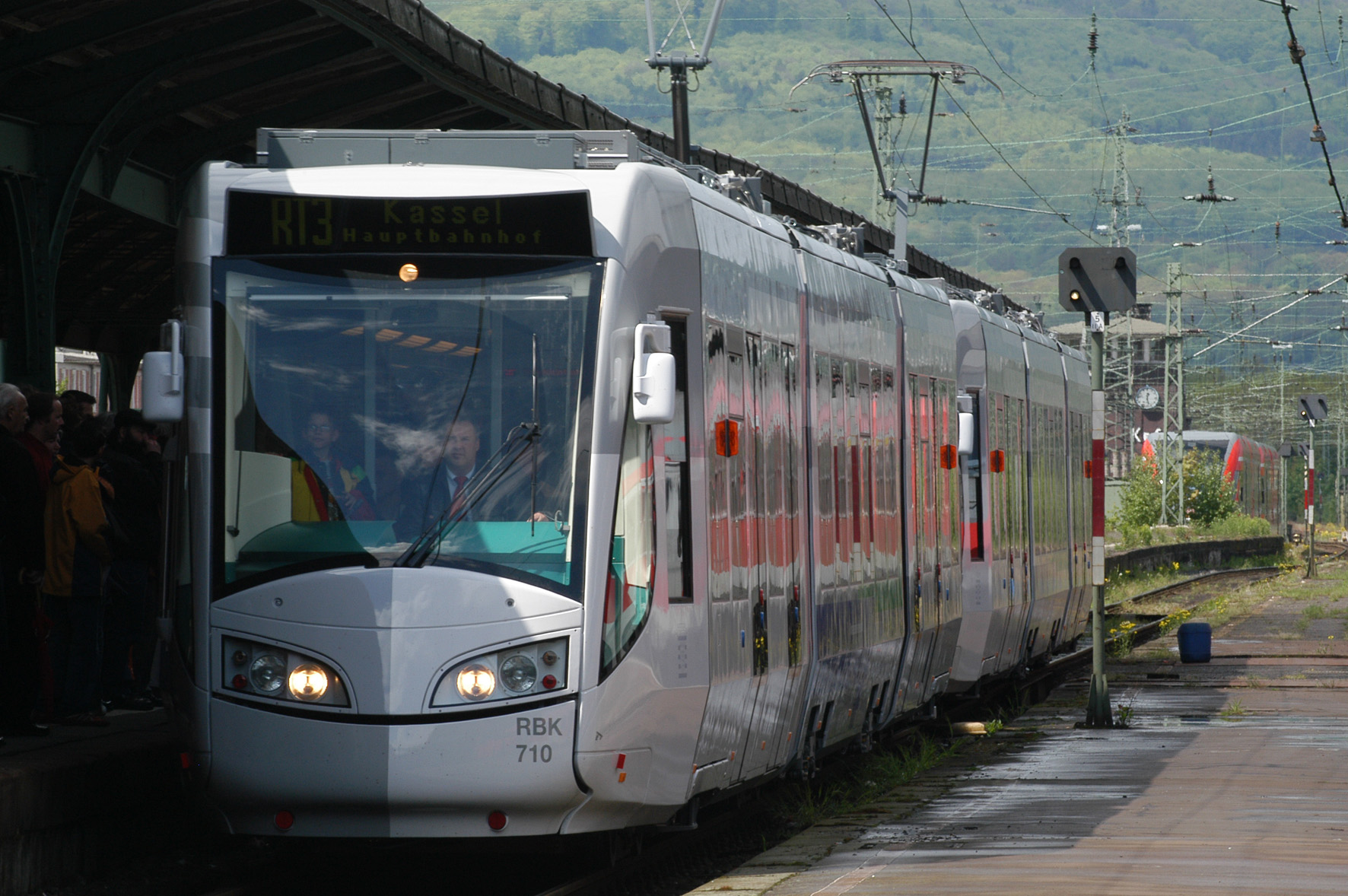
Regiotramtriebwagen im Vorlaufbetrieb am 8. Mai 2005 im Bahnhof Kassel Hbf

In Kassel fahren seit dem 28. Mai 1995 Straßenbahnfahrzeuge unter Gleichstrom-Oberleitung auf der ehemaligen Strecke der Kassel-Naumburger Eisenbahn nach Baunatal-Großenritte, die auch noch vom Güterverkehr und von der Museumsbahn „Hessencourrier“ genutzt wird. Seit dem 8. Juni 2001 wird auch die ehemalige Bahnstrecke Kassel–Waldkappel nach Helsa befahren, die Verlängerung nach Hessisch Lichtenau wurde am 28. Januar 2006 eröffnet. Seit dem 10. Juni 2001 fand auf der Strecke Warburg–Kassel Hbf ein RegioTram-Vorlaufbetrieb statt.
Seit dem 8. Mai 2005 fahren die RegioTram-Triebwagen auf der Strecke Kassel–Hofgeismar–Warburg und seit Januar 2006 auch nach Hessisch Lichtenau. Die Strecke Kassel–Melsungen wurde offiziell am 23. Juni 2006 eingeweiht und die Strecke Kassel–Wolfhagen am 27. Januar 2007. Durch die Untertunnelung des Kasseler Hauptbahnhofs ist die RegioTram auch an das Kasseler Straßenbahnnetz angeschlossen. Die Bauarbeiten hierzu begannen im Hauptbahnhof (Kulturbahnhof) am 12. August 2005; die unterirdische Fortführung wurde am 19. August 2007 eröffnet. Seit dem 16. September fahren drei RegioTram-Linien durch diesen Tunnel in die Kasseler Innenstadt.
Chemnitz

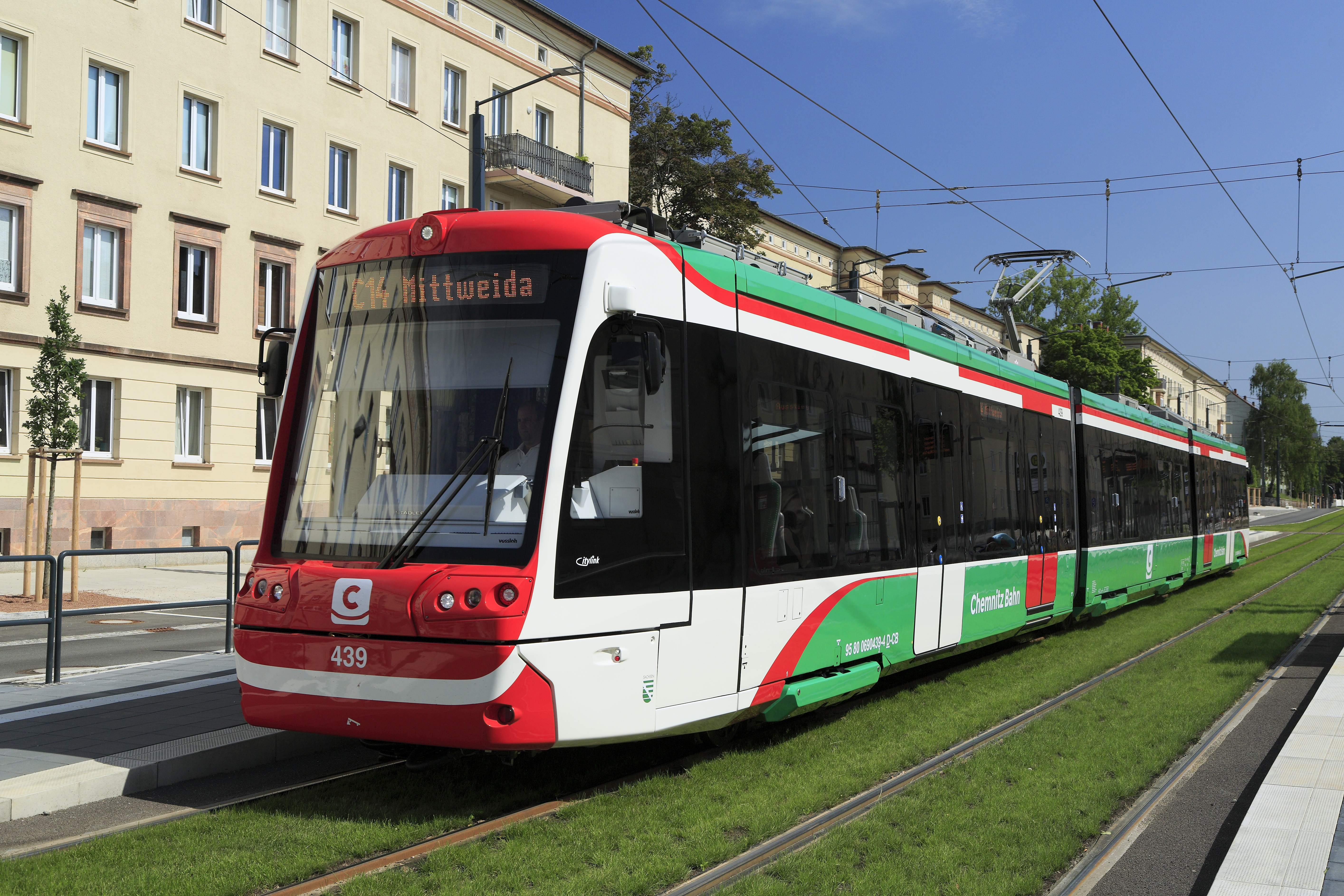
»Citylink«-Triebwagen auf der Linie C14 nach Mittweida an der Haltestelle Annenstraße

Seit 2002 verkehren in Chemnitz geringfügig angepasste Variobahn-Stadtbahntriebwagen auf der Eisenbahnstrecke nach Stollberg (Erzgeb.). Hierzu wurde diese mit Gleichspannung elektrifiziert. Seit dem 10. Oktober 2016 sind mit den Eisenbahnstrecken nach Burgstädt, nach Mittweida und nach Hainichen weitere Relationen in den Stadtbahnbetrieb einbezogen worden, auf denen Zweikrafttriebwagen des Typs Vossloh Citylink zum Einsatz kommen und über eine neu geschaffene Verknüpfungsstelle am Chemnitzer Hauptbahnhof weiter in das innerstädtische Straßenbahnnetz verkehren können. Eine Besonderheit der Chemnitzer Citylink-Triebwagen sind unterschiedliche Einstiegshöhen, wodurch sowohl auf den angepassten Straßen- wie auf den Eisenbahnstrecken an je zwei Türen ein stufenloser Einstieg möglich ist. Weitere Liniennetzerweiterungen sind geplant, die zugehörigen Infrastrukturmaßnahmen befinden sich in Planung und teilweise bereits in Umsetzung.
Zwickau

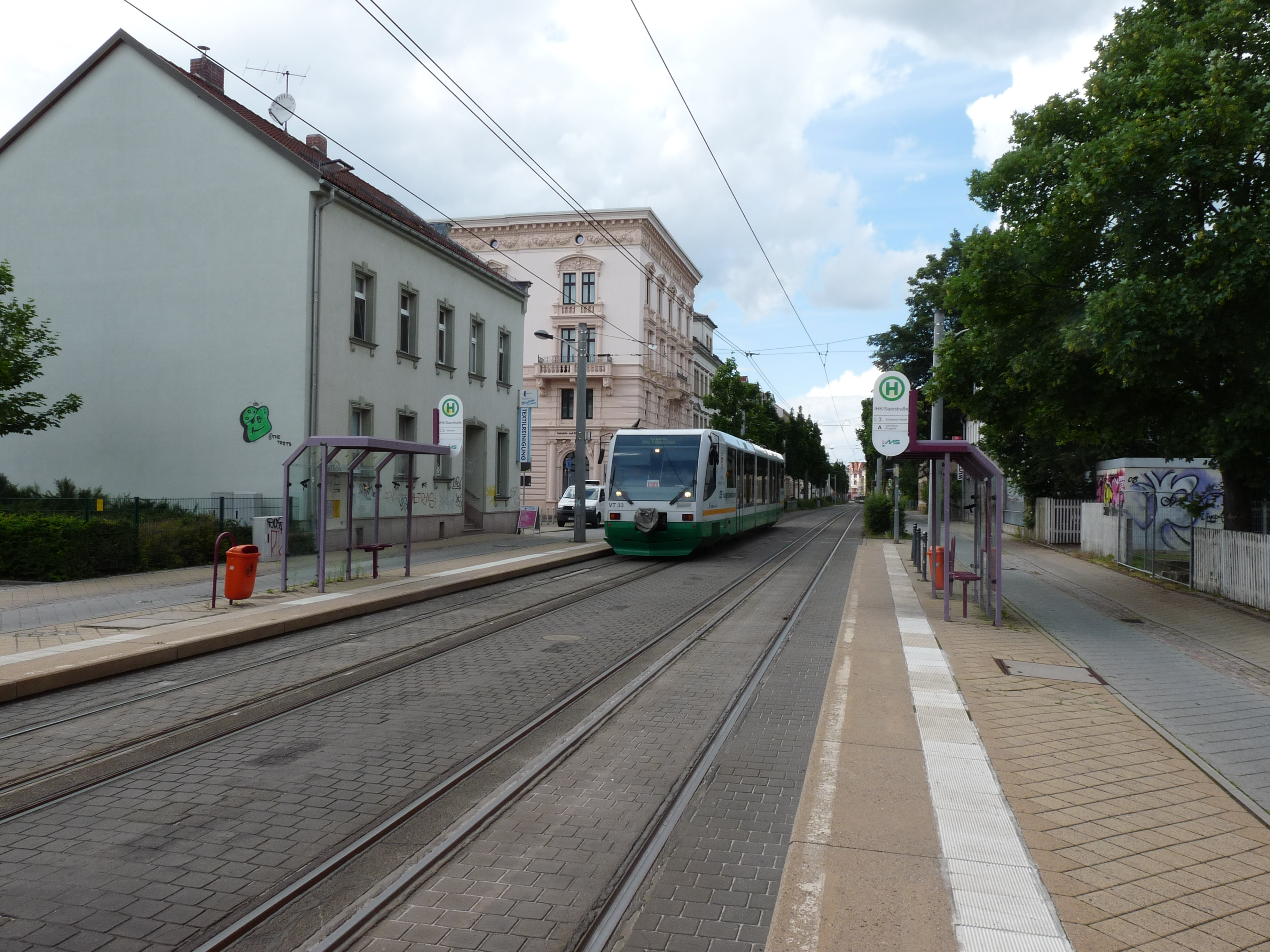
Zwickau: Dieseltriebwagen der Vogtlandbahn auf der dreischienig ausgebauten Innenstadtstrecke der Straßenbahn

Bei der Zwickauer Lösung gehen Dieseltriebwagen der Vogtlandbahn auf das Netz der Straßenbahn Zwickau über. Über den Hauptbahnhof hinaus verkehren sie auf einem Anschlussgleis und einer dreischienig ausgebauten Straßenbahnstrecke bis ins Stadtzentrum. Anders als bei den übrigen Tram-Train-Modellen fahren in Zwickau nur geringfügig adaptierte klassische Vollbahn-Fahrzeuge, sie wurden beispielsweise mit Blinkern nachgerüstet, auf vergleichsweise aufwändig hergerichteter Straßenbahninfrastruktur.
Nordhausen

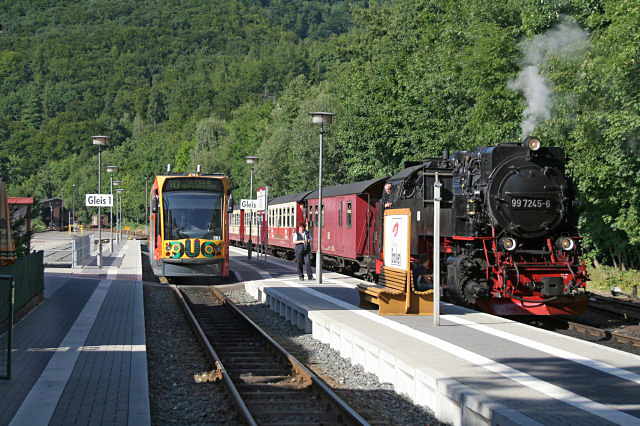
Zweikrafttriebwagen und dampfbespannter Reisezug im Bahnhof Ilfeld

In der thüringischen Stadt Nordhausen wurde der meterspurige städtische Straßenbahnbetrieb mit der ebenfalls meterspurigen Harzquerbahn der Harzer Schmalspurbahnen (HSB) verbunden. Es verkehren Zweikrafttriebwagen vom Typ Combino Duo bis nach Ilfeld Neanderklinik. Darüber hinaus erreichen auch reguläre HSB-Dieseltriebwagen den Nordhäuser Bahnhofsvorplatz, wofür sie gemäß BOStrab eigens mit Rückspiegeln und Bremsleuchten ausgerüstet wurden.
Das sogenannte „Nordhäuser Modell“ schlug jetzt der Heidelberger Verkehrsberater Robert Wittek-Brix zur Anwendung für die neu zu planende Stadtbahn Regensburg als eine Art „Regionalbahn mit innerstädtischer Erschließungsfunktion“ vor, um die Einstiegshürde zum Einstieg in einen SPNV in Regensburg zu senken.
Heidelberg und Mannheim
Die heute auf den Bahnstrecken Mannheim–Weinheim, Weinheim–Heidelberg und Heidelberg–Edingen–Mannheim verkehrende Ringlinie 5 wechselt bei einem Umlauf viermal zwischen BOStrab und ESBO. Darüber hinaus ist auch die von den Mannheimer Stadtbahnlinien 5A und 15 bediente Zweigstrecke von Mannheim-Käfertal nach Heddesheim als Eisenbahn konzessioniert.
Ludwigshafen
Die auch Rhein-Haardtbahn genannte Strecke in der Vorderpfalz wurde 1913 eröffnet. Sie beginnt in Bad Dürkheim und geht in Oggersheim in das Straßenbahnnetz von Mannheim und Ludwigshafen über. Früher benutzten außerdem die Lokalbahn nach Meckenheim und die Lokalbahn nach Frankenthal im Innenstadtbereich von Ludwigshafen die städtischen Straßenbahngleise.
Köln und Bonn

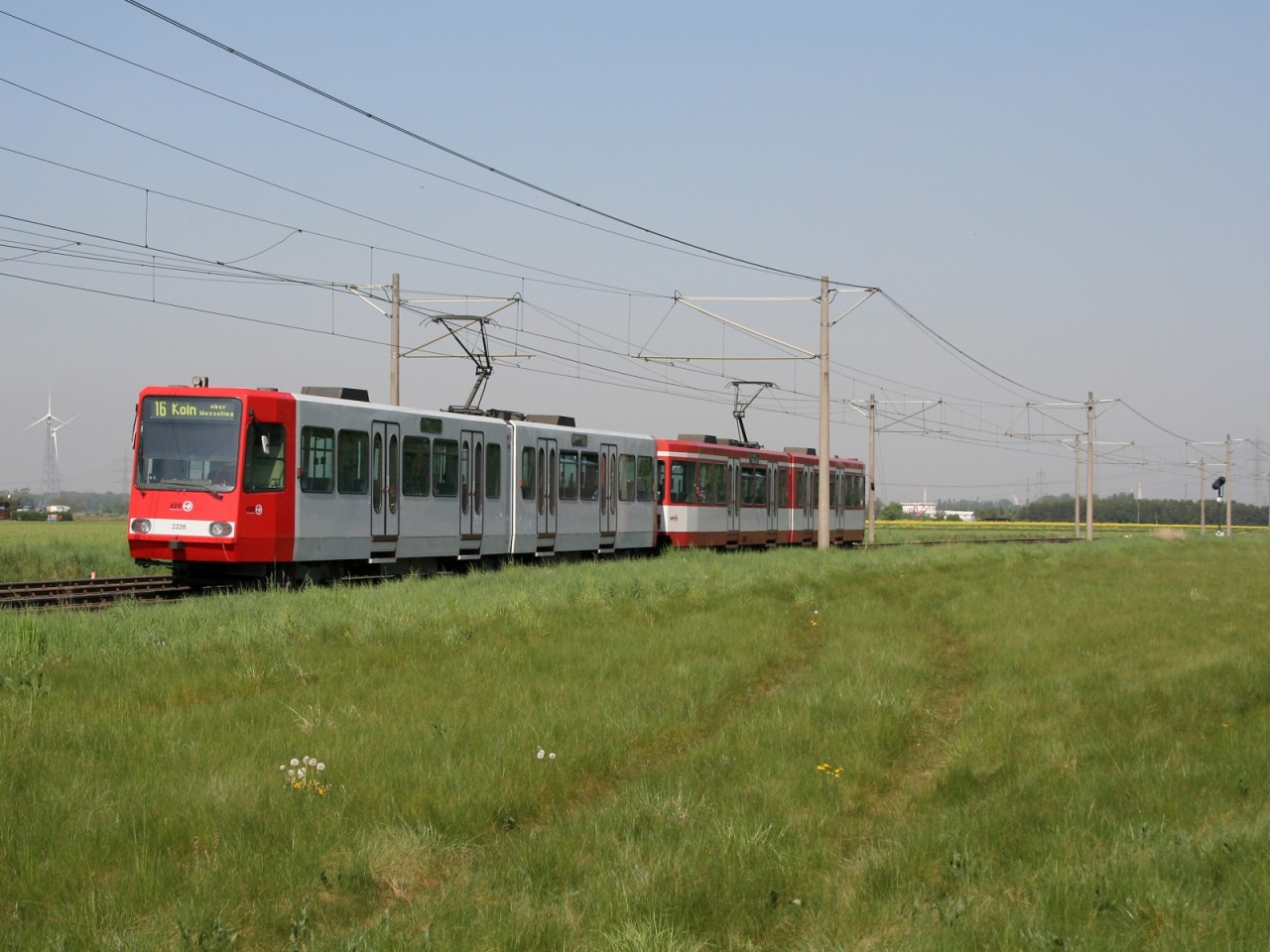
Zug der Linie 16 auf der Rheinuferbahn bei Uedorf

Die zu einer Regionalstadtbahn ohne Mehrsystem-Technik umgebauten Strecken der Köln-Bonner Eisenbahn verbinden die beiden Netze der Stadtbahn Köln und der Stadtbahn Bonn, mit letzterer ist außerdem die SSB im Raum Bonn/Siegburg verknüpft. Darüber hinaus ist auch die nach EBO betriebene Bahnstrecke Köln–Frechen der ehemaligen Köln-Frechen-Benzelrather Eisenbahn (KFBE) in das Kölner Stadtbahnnetz integriert.
Außerdem ist eine neue Doppelsystem-Stadtbahnlinie von Bonn Hauptbahnhof zum Flughafen Köln/Bonn über die Kennedybrücke und Systemwechsel bei Bonn-Vilich in der Diskussion.

#### Ehemalige
Berlin
Die Linie 120 der Berliner Straßenbahn, die vom 8. Januar 1923 bis 1945 zwischen Bahnhof Spandau West (heute Berlin-Spandau) und Hennigsdorf verkehrte, nutzte teilweise Gleise der Bötzowbahn. Die Straßenbahn fuhr anfangs mit Benzolantrieb, später wurde die Strecke elektrifiziert. Die Linie wurde nach dem Kriegsende nicht wieder in Betrieb genommen; sowohl die Gleisanlagen der Eisenbahn als auch die der Straßenbahn sind heute stillgelegt und teilweise abgebaut.
Düsseldorf
Das Düsseldorfer Straßenbahnnetz ist durch Überlandstrecken mit den benachbarten Netzen in Duisburg und Krefeld verbunden. Ursprünglich wurden diese Strecken, die D-Bahn nach Duisburg (heute U79) und die K-Bahn nach Krefeld (heute U76), als Eisenbahn konzessioniert. Für die Überlandzüge galten (teilweise: gelten) einige Besonderheiten, wie zum Beispiel höhere Geschwindigkeiten, Speiseabteile, das Auslassen von Zwischenhalten im Stadtgebiet sowie rote Liniennummern.
Flensburg
Die Linie 4 der ehemaligen Straßenbahn Flensburg verkehrte von 1925 bis 1935 über das städtische Netz hinaus auf der Strecke der Flensburger Kreisbahn parallel zur Ostseeküste nach Glücksburg.
Frankfurt am Main
Die nördlichen Streckenäste der U-Bahn Frankfurt, das heißt die U1 nach Ginnheim, die U2 nach Bad Homburg vor der Höhe-Gonzenheim und die U3 nach Oberursel-Hohemark, waren anfangs – die U-Bahn ging 1968 in Betrieb – ab Heddernheim als Eisenbahn nach EBO konzessioniert, da in diesem Bereich noch bis 1983 Güterverkehr stattfand. Diese sogenannte U-Bahn-Strecke A ist dabei ein Relikt der ehemaligen Frankfurter Lokalbahn, von der die heutige U-Bahn-Betreibergesellschaft Stadtwerke Verkehrsgesellschaft Frankfurt am Main 1955 einen Teil der Strecken übernahm.
Hagen
Die 1903 eröffnete und 1906 erweiterte Kleinbahn Haspe–Voerde–Breckerfeld geriet in den 1920er Jahren in wirtschaftliche Schwierigkeiten und musste ihren Betrieb vorübergehend einstellen. 1927 wurde sie daraufhin von der Hagener Straßenbahn AG übernommen und elektrifiziert. Dabei kam aufgrund der großen Streckenlänge eine vom Hagener Stadtnetz, wo mit 550 Volt gefahren wurde, abweichende Spannung von 1200 Volt Gleichspannung zur Anwendung. Die Züge aus Breckerfeld fuhren fortan als Linie 11 über ihren bisherigen Endpunkt Haspe hinaus bis Hagen Markt, hierfür standen 16 bei Killing beschaffte Zweispannungswagen zur Verfügung. Erst zum 8. April 1951 stellte die Straßenbahngesellschaft ihre Überlandstrecke auf die niedrigere Stadtspannung um, woraufhin sie bis zur Stilllegung im Jahr 1963 von allen Straßenbahnwagen flexibel bedient werden konnte.
In den 1990er Jahren scheiterte die geplante Einführung einer Regionalstadtbahn an zu hohen Kosten.
Karlsruhe

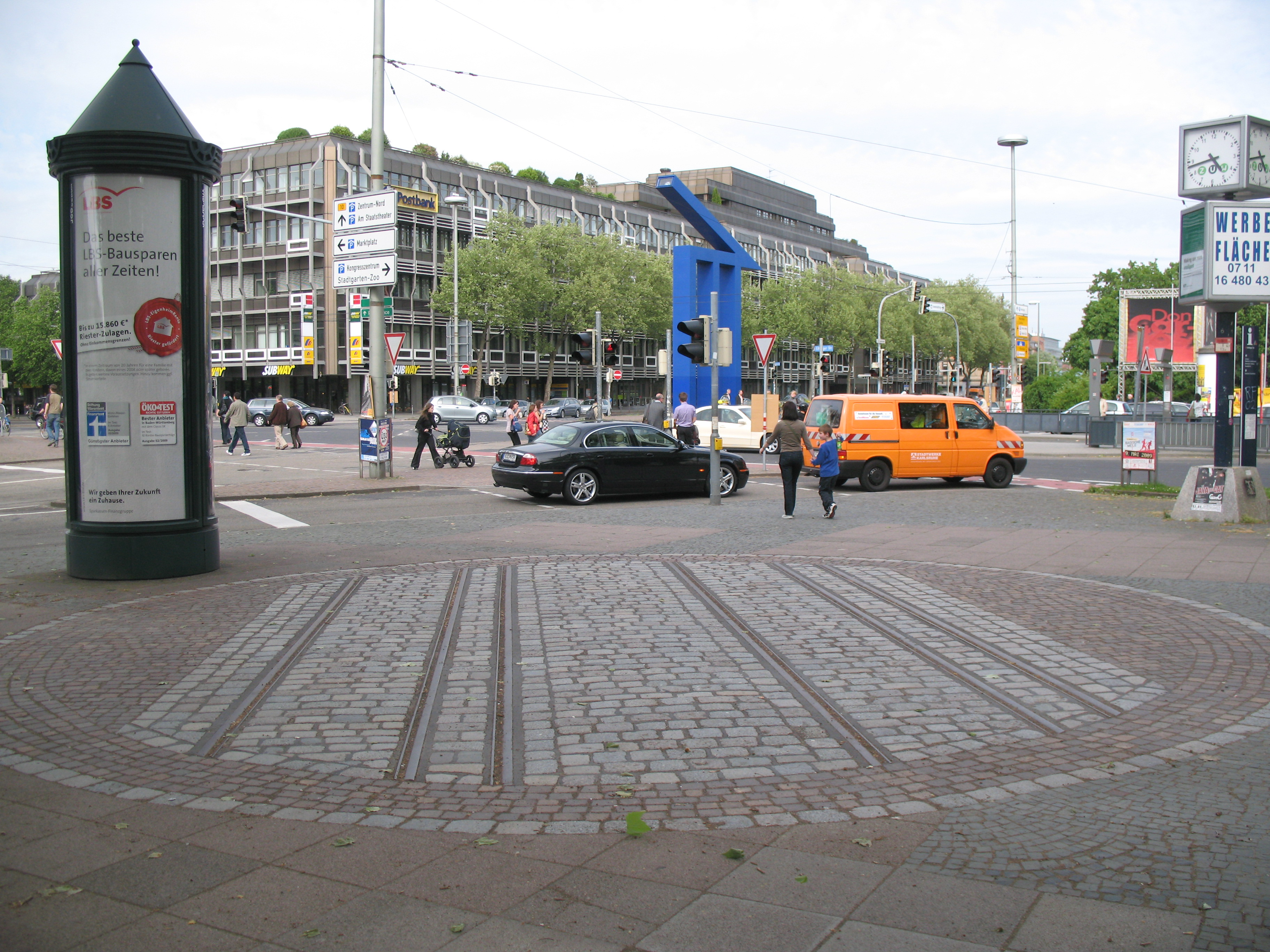
Karlsruhe: dieses Denkmal am Ettlinger Tor erinnert an den gemeinsam von Lokal- und Straßenbahn genutzten Abschnitt

In der südlichen Karlsruher Innenstadt teilten sich zwischen 1921 und 1932 die meterspurige Karlsruher Lokalbahn und die normalspurige Straßenbahn Karlsruhe eine gemeinsame Strecke. Diese war zweigleisig und dreischienig ausgebaut und führte in Ost-West-Richtung vom Hauptfriedhof zum Weinbrennerplatz.
Minden
Von 1930 bis 1956 nutzte die meterspurige Straßenbahn Minden zwischen Minden-Notthorn und Minden-Meißen die Eisenbahnstrecke der Mindener Kreisbahnen, die zuvor von Meterspur auf Normalspur umgespurt wurde, es lag somit Dreischienengleis.
Pforzheim
In Pforzheim verkehrten von 1911 bis 1964 die aus Richtung Ittersbach kommenden Züge der Pforzheimer Kleinbahn ab dem Stadtteil Brötzingen auf den Gleisen der Straßenbahn Pforzheim bis ins Stadtzentrum. Zwar waren beide Bahnen meterspurig, besaßen jedoch unterschiedliche Spannungen. Bis zur Harmonisierung des Stromsystems im Jahr 1931 wurden die Züge der Kleinbahn daher im Stadtgebiet von elektrischen Lokomotiven der Straßenbahngesellschaft gezogen.
Strausberg
Die Strausberger Eisenbahn ging 1893 als nicht-elektrifizierte Kleinbahn mit Personen- und Güterverkehr in Betrieb. Zur besseren Erschließung der Stadt Strausberg eröffnete die Gesellschaft 1921 für den Personenverkehr eine reine Straßenbahnstrecke und elektrifizierte auch die bereits vorhandene Verbindung. Fortan verkehrten auf der Neubaustrecke ausschließlich konventionelle Straßenbahnwagen, während auf der Bestandstrasse ein Mischverkehr mit Güterzügen stattfand. Erstere verfügten daher über ein Mischprofil mit 115 Millimeter breiten Radreifen. Nach Aufgabe des Güterverkehrs wurde die Bahn Anfang 2006 in einen reinen Straßenbahnbetrieb nach BOStrab umgewidmet.
Stuttgart

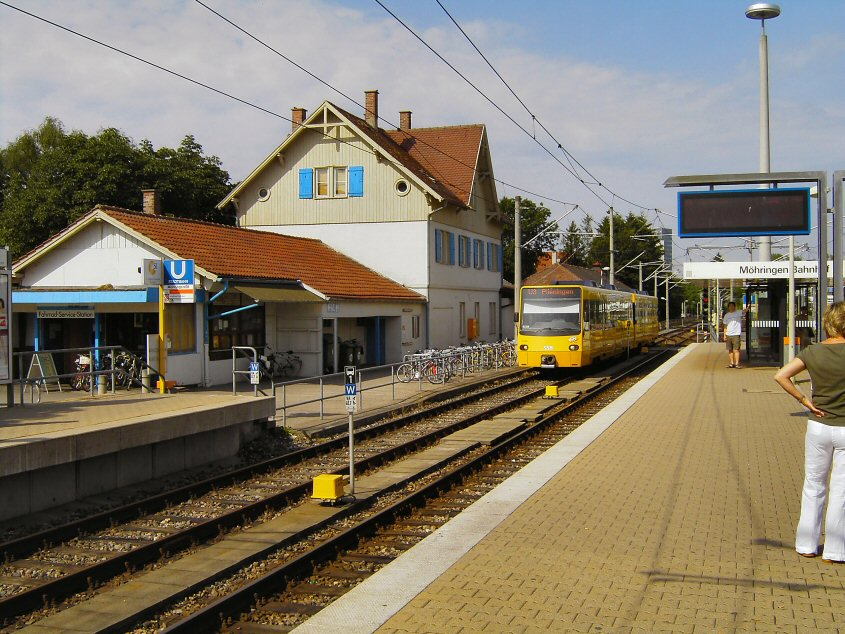
Der einstige Eisenbahnknoten Möhringen ist heute eine Umsteigestation der Stadtbahn Stuttgart, im Bild das erhalten gebliebene Empfangsgebäude in württembergischer Einheitsbauweise

Auf der Stuttgarter Filderhochebene fuhren bis in die 1980er Jahre hinein meterspurige Straßenbahnzüge und regelspurige Güterzüge auf gemeinsamen Dreischienengleisen. Dies war auf den Strecken Stuttgart-Degerloch–Stuttgart-Möhringen, Stuttgart-Möhringen–Stuttgart-Hohenheim und Stuttgart-Möhringen–Stuttgart-Vaihingen der Fall. Diese hatten die Stuttgarter Straßenbahnen AG (SSB) einst von der privaten Filderbahn-Gesellschaft (FBG) übernommen. Auf der Degerlocher Strecke war dabei nur eines der beiden Richtungsgleise dreischienig ausgeführt. War ein Güterzug unterwegs, mussten die Straßenbahnzüge diesem deshalb auf dem falschen Gleis im Linksverkehr ausweichen.
Weingarten
Die meterspurige Straßenbahn Ravensburg–Weingarten–Baienfurt und die normalspurige Bahnstrecke Niederbiegen–Weingarten teilten sich nördlich von Weingarten zwischen 1911 und 1959 ein knapp einen Kilometer langes Dreischienengleis. Hierbei fuhren die Straßenbahnwagen elektrisch, während die fast ausschließlich im Güterverkehr genutzte Eisenbahnstrecke von Dampflokomotiven bedient wurde. Um den Mischbetrieb zu ermöglichen, verfügten die Straßenbahnfahrzeuge über klassische Eisenbahn-Radreifen. Unabhängig davon war die Straßenbahn ursprünglich außerdem als Lokalbahn konzessioniert, so dass der Mischbetrieb de jure erst ab 1938 bestand. Damals übernahm die Deutsche Reichsbahn den Betrieb beider Strecken von der Lokalbahn Aktien-Gesellschaft und widmete die Schmalspurbahn in eine Straßenbahn um.

### Österreich

#### Heutige
Wien

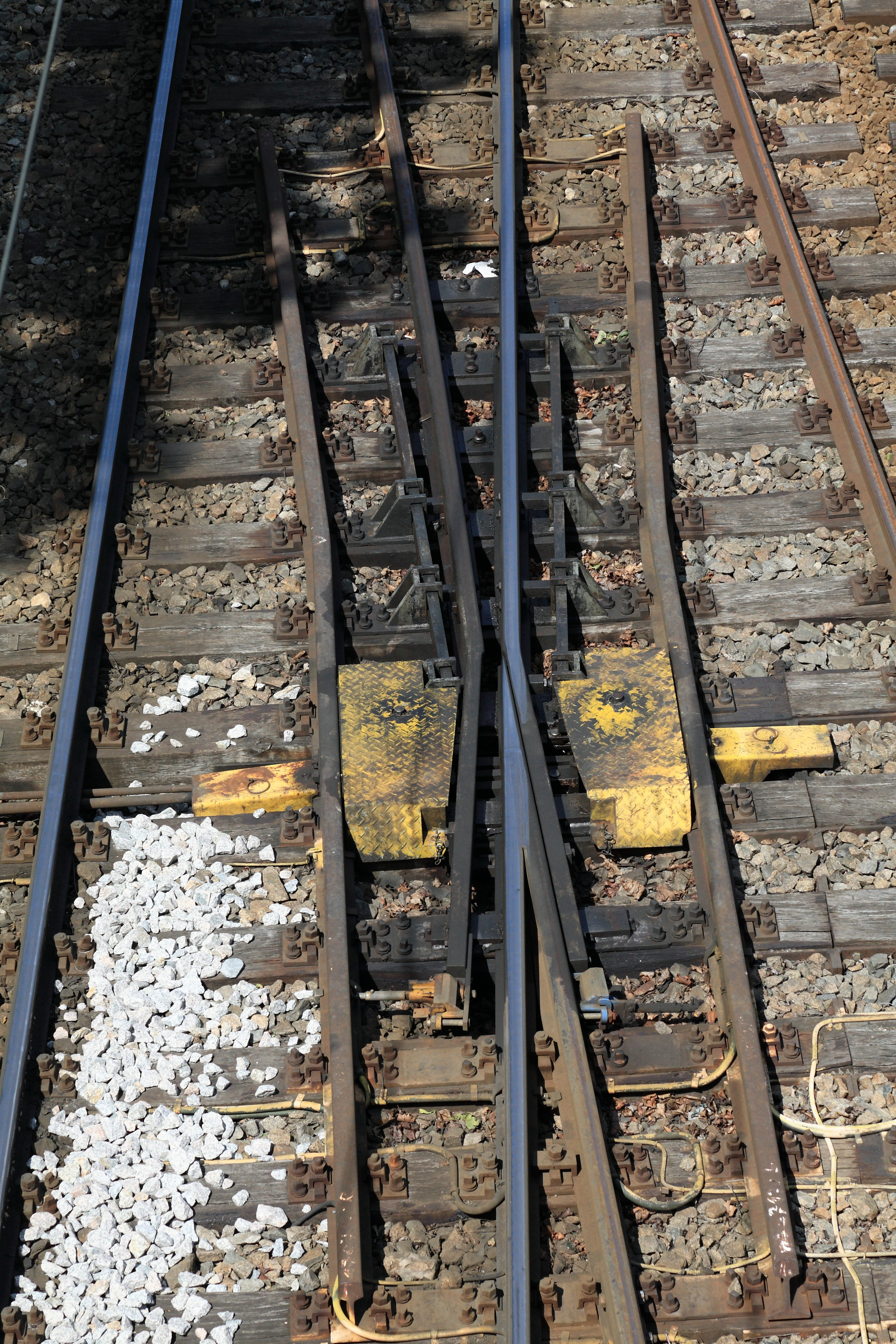
WLB, Weichen mit beweglichen Flügelschienen

Von Baden her kommend gehen die Züge der von den Wiener Lokalbahnen (WLB) betriebenen Lokalbahn Wien–Baden schon seit deren Eröffnung im 19. Jahrhundert auf das Netz der Straßenbahn Wien über. Auf dem Lokalbahnabschnitt liegt dabei an der Oberleitung eine etwas höhere Spannung als im Stadtnetz an. Auf dem Mischbetriebsabschnitt liegen in den durchgehenden Hauptgleisen zur Gewährleistung einer ununterbrochenen Fahrkante Weichen mit beweglichen Flügelschienen. In den Rand- und Überholgleisen der Bahnhöfe gibt es keine beweglichen Flügelschienen; hier besteht für die Personentriebwagen eine Geschwindigkeitsbegrenzung auf 25 km/h.
Innsbruck
In Tirol wurde die 1904 eröffnete und als Lokalbahn konzessionierte Stubaitalbahn 1983 mit dem ebenfalls meterspurigen Netz der Straßenbahn Innsbruck verknüpft. Seither verkehren die Züge aus dem Stubaital – über ihren vormaligen Endbahnhof am Stadtrand hinaus – durchgehend in die Innsbrucker Innenstadt und zum Hauptbahnhof. Im Zuge der Umstellung musste die ursprünglich mit 3000 Volt Wechselspannung betriebene Stubaitalbahn die im Stadtnetz eingesetzte Gleichspannung übernehmen. Darüber hinaus fuhr auch die 1974 eingestellte Lokalbahn Innsbruck–Hall in Tirol vor ihrer Umkonzessionierung zur Straßenbahn 1909 auf dem Straßenbahnnetz. 
Gmunden
Seit 2014 verlassen die Züge der Lokalbahn Gmunden–Vorchdorf ihre Stammstrecke am Gmundener Seebahnhof und fahren als Straßenbahn durch die Traunsteinstraße weiter zum Klosterplatz. Diese Verlängerung war die Vorstufe für die 2018 erfolgte Verknüpfung mit der Straßenbahn Gmunden, hierzu musste erst noch der Lückenschluss zwischen dem Klosterplatz und deren Endstelle auf dem Franz-Josef-Platz fertiggestellt werden.

#### Ehemalige
Bozen
Im ehemals österreichischen Bozen benützte die 1907 in Betrieb genommene und als Lokalbahn konzessionierte Rittner Bahn im Stadtgebiet eine gemeinsame Infrastruktur mit der 1909 eröffneten Straßenbahn Bozen. Die Straßenbahn wurde 1949 eingestellt und die Rittner Bahn 1966 aus dem Stadtgebiet zurückgezogen.
Linz
In Linz war die 1913 eröffnete Lokalbahn Ebelsberg–St. Florian ab 1929 in Ebelsberg mit der Straßenbahn Linz verbunden. Die Triebwagen der Lokalbahn konnten jedoch nicht ins Straßenbahnnetz übergehen, weil sie zu breit waren. Im Gegenzug erschien es der Lokalbahngesellschaft zu kostspielig, Straßenbahnwagen für den Einsatz von und nach St. Florian zu mieten. Dennoch gab es im Sommer 1929 und im Sommer 1930 anlässlich der Bruckner-Festkonzerte im Stift Sankt Florian durchgehende Beiwagen zwischen Linz und St. Florian. 1938 wurde die Lokalbahn schließlich in eine Straßenbahn umgewidmet, bevor sie 1973 aufgrund einer Verkürzung der Linie E ihren Anschluss an das Straßenbahnnetz verlor und schließlich 1974 ihren Betrieb ganz einstellte.
Pressburger Bahn
Die ehemalige Pressburger Bahn verband die Stadtzentren von Wien und Bratislava. Die über 60 Kilometer lange Strecke war in den Stadtbereichen von Wien und Bratislava als Straßenbahn ausgeführt. In Bratislava existierten auch gemeinsam mit der Straßenbahn Bratislava genutzte Dreischienengleise, in Wien hingegen nur niveaugleiche Kreuzungen mit der städtischen Straßenbahn. Als Besonderheit dieses frühen Zweisystembetriebs war die Überlandstrecke mit Wechselspannung (16⅔ Hz, 15 kV) elektrifiziert, die Stadtstrecken hingegen mit 600 Volt bzw. 550 Volt Gleichspannung. An den Übergangsbahnhöfen von Straßenbahn auf Eisenbahn in Schwechat und Petržalka wurden die Lokomotiven gewechselt.
Salzburg
Im Salzburger Innenstadtbereich teilte sich früher die Straßenbahn Salzburg ihre Gleise mit der Lokalbahn Salzburg–Hangender Stein. Auf der Gemeinschaftsstrecke verkehrten die Lokalbahnzüge nur mit 800 Volt Gleichspannung statt mit der auf den Überlandabschnitten üblichen von 1000 Volt.
Sarajevo
Im seinerzeit österreichischen Sarajevo fuhren ab 1892 die Lokalbahnzüge auf der Narentabahn von Bad Ilidža kommend vom Bosnabahnhof weiter auf dem Straßenbahnnetz bis zum Lokalbahnhof bei der Tabakfabrik. Darüber hinaus fand schon ab Eröffnung der Straßenbahn Sarajevo im Jahr 1885 durchgehender Güterverkehr zwischen dem Eisenbahn- und dem Straßenbahnnetz statt. Eigens zu diesem Zweck wurde seinerzeit auch für die Straßenbahn die Bosnische Spurweite von 760 Millimetern gewählt.
Wiener Stadtbahn

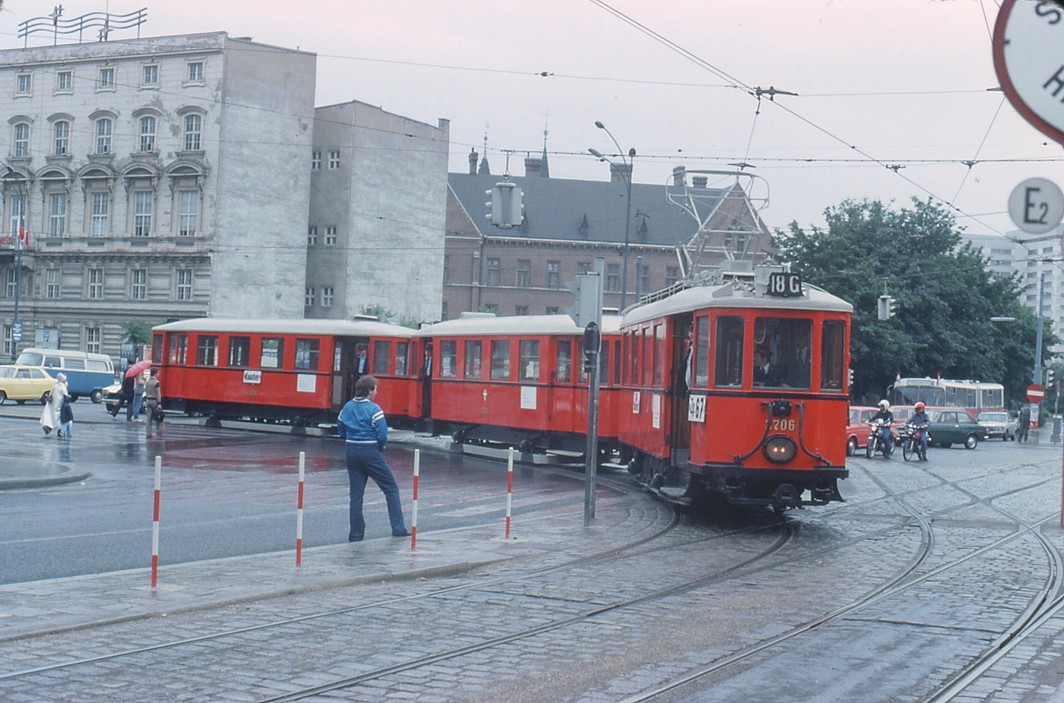
Wien: Stadtbahnzug im Straßenbahnnetz

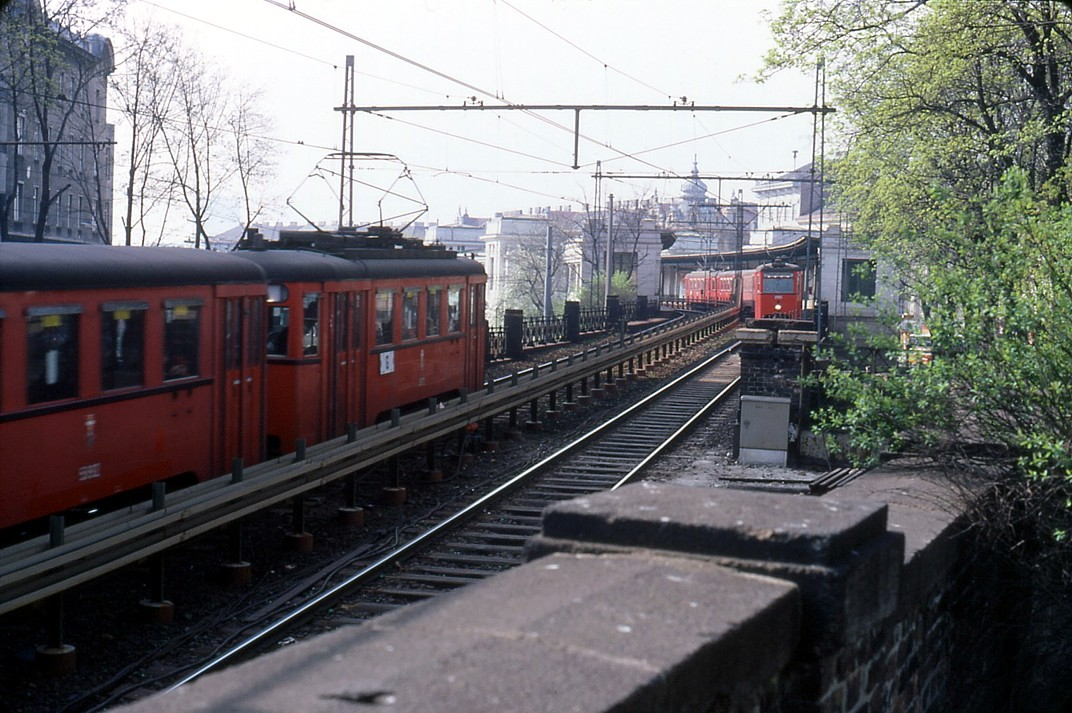
Die ehemalige Verbindungsrampe an der Gumpendorfer Straße

In Wien wechselte früher die zwischen 1925 und 1945 betriebene Linie 18G, die von Heiligenstadt zum Ostbahnhof fuhr, an der Station Gumpendorfer Straße vom Netz der Wiener Elektrischen Stadtbahn ins Straßenbahnnetz. Dort musste sie ab 1938 außerdem zwischen Links- und Rechtsbetrieb wechseln, weil die Gürtellinie der Stadtbahn erst 1989 auf Rechtsfahren umgestellt wurde. Darüber hinaus wurden auch die Straßenbahnlinien 17, 18, 117, 231, 57, 60 und 62 zeitweise mit Stadtbahnwagen betrieben.
Der Betrieb der Wiener Stadt- und später auch der U-Bahn ist allerdings insofern eine Ausnahme, als die Fahrzeuge auf Radsätzen mit nicht Vollbahn-kompatiblen Spurkranzmaßen laufen. Auch Überführungsfahrten auf eigenen Rädern über das Vollbahnnetz waren und sind nicht möglich. Die Stadtbahnwagen, die nur im Straßenbahnnetz zum Einsatz kamen, wurden aus Verschleißgründen mit echten Straßenbahnradsätzen ausgerüstet. Dies schloss einen Betrieb im Stadtbahnnetz ohne erneute Änderungen aus.
Eine weitere Folge des Mischbetriebs waren die unterschiedlichen Zuglängen. Während auf den reinen Stadtbahnlinien vergleichsweise lange Züge zum Einsatz kamen, die aus bis zu neun Zweiachsern bestanden, konnte die Linie 18G aufgrund der Gepflogenheiten im Straßenbahnnetz nur mit maximal drei Wagen betrieben werden. Außerdem kamen auf der Linie 18G nur Züge in der Kombination Triebwagen–Beiwagen–Beiwagen zum Einsatz. Die im reinen Stadtbahnbetrieb auch bei kurzen Dreiwagenzügen übliche Vielfachsteuerung in der Reihung Triebwagen–Beiwagen–Triebwagen fand hier keine Verwendung.

### Schweiz
Basel
Das von den Basler Verkehrs-Betrieben (BVB) betriebene Basler Tramnetz ist eng mit den vier ins Umland führenden Meterspurstrecken Basel–Aesch (eh. TBA – Trambahn Basel Aesch), Basel–Dornach (eh. BEB – Birseckbahn), Basel–Pratteln (eh. BUeB – Basler Ueberlandbahn) und Basel–Rodersdorf (eh. BTB – Birsigtalbahn) verknüpft, die von der Baselland Transport AG (BLT) betrieben werden. Während erstere drei von Beginn an mit dem städtischen Netz verbunden waren, wurde die Strecke ins Leimental nach Rodersdorf erst in den Jahren 1982–1984 für den Betrieb mit Einrichtungstramwagen adaptiert und an das Stadtnetz angeschlossen.
Bern

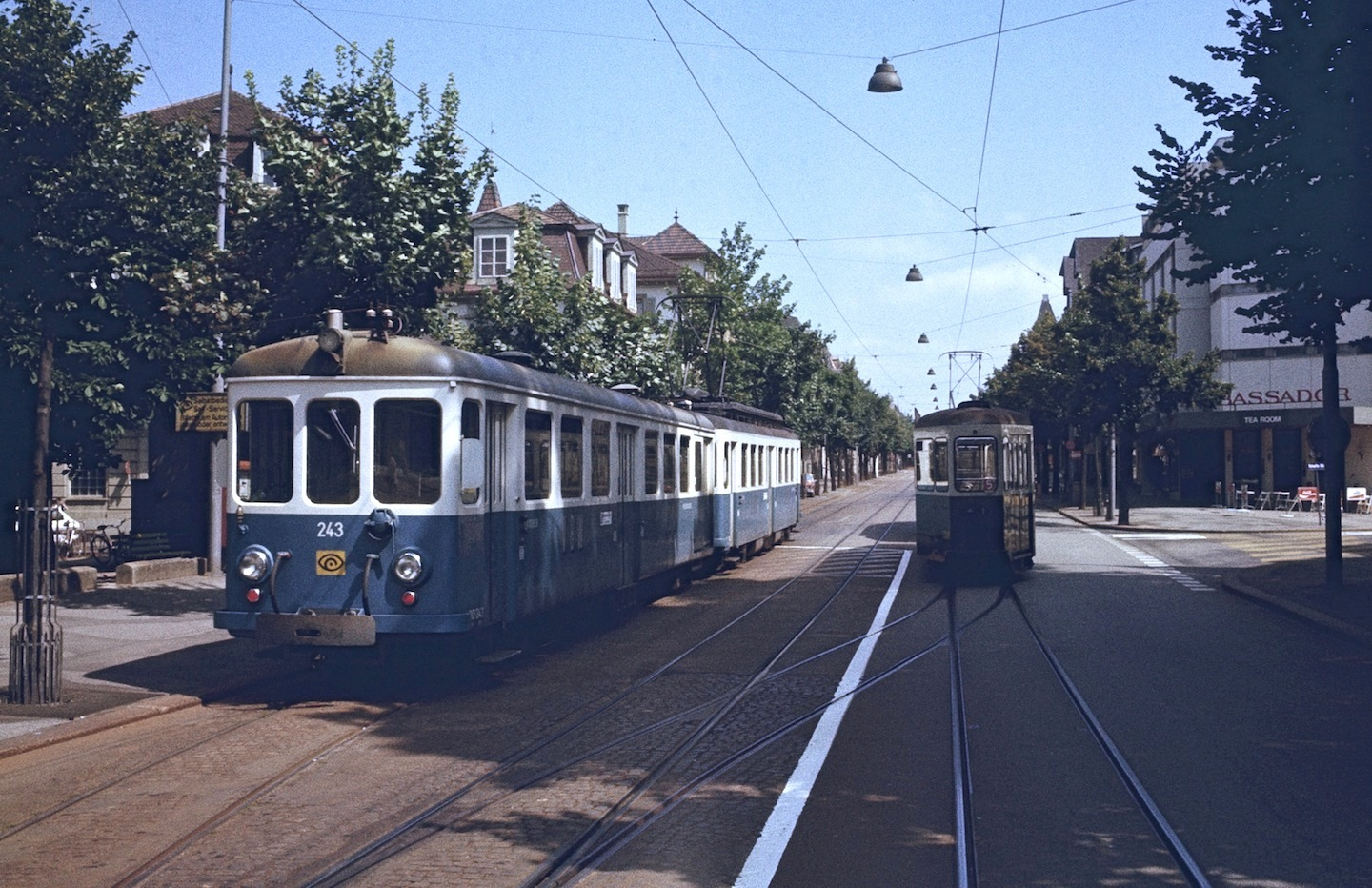
Mischverkehr auf dem Berner Helvetiaplatz, 1979

Die Züge der 1898 eröffneten Bahnstrecke Bern–Worb Dorf, die heute vom Regionalverkehr Bern–Solothurn (RBS) betrieben wird, fahren bereits seit 1901 teilweise auf Tramgleisen. Zunächst endeten sie auf dem Helvetiaplatz im Stadtteil Kirchenfeld, seit 1997 fahren sie weiter bis zum Zytglogge im Zentrum der Schweizer Bundesstadt. Im Zuge einer dritten Integrationsstufe fahren die Züge aus Worb Dorf seit 2010 als Durchmesserlinie 6 bis Fischermätteli. Im Gegenzug gelangen seither speziell adaptierte klassische Einrichtungstrams der städtischen Gesellschaft Bernmobil nach Worb Dorf, wo deshalb eigens eine Wendeschleife errichtet werden musste. Jedoch bereitete die Durchbindung bis Fischermätteli anfangs Probleme, weil die abweichenden Radreifenprofile der Überlandwagen massive Lärmprobleme in den engen Bögen des Stadtnetzes verursachten. Dieses Problem konnte erst durch den Einbau neuer, gummigefederter Räder sowie der Einrichtung von fünf stationären Gleisschmierapparaten gelöst werden.
Von 1913 an war außerdem bereits die – damals von der Worblentalbahn (WT) und heute ebenfalls vom RBS betriebene – Bahnstrecke Worb Dorf–Worblaufen beim Forsthaus im Wankdorfquartier mit dem städtischen Tramnetz verknüpft. Ab der Stadtgrenze fuhren die aus Worb kommenden Züge dann auf dem Tramnetz zunächst bis zum heutigen Guisanplatz an der Papiermühlestrasse. Nachdem in den Kurven in der Innenstadt die Gleisabstände vergrößert wurden, konnten die etwas breiteren WT-Wagen, ab 1915 schließlich durchgehend bis zum Kornhausplatz in der Innenstadt fahren, ohne das Begegnungsverbote ausgesprochen werden mussten. Die Verbindungsstrecke zwischen Ittigen und der Gemeindegrenze beim Forsthaus Schermenwald wurde 1974 stillgelegt, weil die Züge aus dem Worblental im Stadtgebiet seitdem via Worblaufen direkt zum Bahnhof Bern fahren.
Eine dritte Verknüpfung bestand von 1924 an beim ehemaligen Tierspital (heute Uni Engehalde) bzw. beim Henkerbrünnli, wo die Züge der Bahnstrecke Zollikofen–Bern – die damals von der Solothurn–Zollikofen–Bern-Bahn (SZB) betrieben wurde – auf das Tramnetz übergingen, um durchgehend zum Bahnhofsvorplatz fahren zu können. Mit Inbetriebnahme der überwiegend unterirdischen Neubautrasse von 1965 entfiel diese Verknüpfung wieder.
Biel
In der Berner Stadt Biel gab es Pläne für ein Regiotram, das aus der Biel-Täuffelen-Ins-Bahn und einer neu zu erstellenden, die Stadt Biel durchquerenden Straßenbahnlinie bestehen soll (regiotram agglomeration biel/bienne). Am 26. März 2015 wurde die Einstellung der Planung durch die Behördendelegation bekanntgegeben.
Lugano
Die Lugano-Ponte-Tresa-Bahn wird mit ihrer ab 2024 umgesetzten Streckenverlängerung ins Stadtzentrum von Lugano zu einem Tram-Treno erweitert werden.
Luzern
In Luzern nutzten die normalspurigen Güterzüge der Kriens-Luzern-Bahn (KLB) zwischen Kupferhammer und Kriens von 1900 bis 1961 die Infrastruktur der meterspurigen Strassenbahn Luzern mit. Hierfür wurde ein Dreischienengleis errichtet.
St. Gallen
Die Trogenerbahn (TB) – seit 2018 mit der Strecke St. Gallen–Gais–Appenzell (SGA) verbunden zur Durchmesserlinie Appenzell–St. Gallen–Trogen – fährt im Stadtbereich von St. Gallen als zweigleisig ausgebaute Straßenbahn auf Rillenschienen im Straßenraum, hierbei nutzt sie teilweise auch die Gleise der 1957 eingestellten Strassenbahn St. Gallen. Die Züge besitzen hierzu Blinker und eine Klingel. Außerhalb der Innenstadt fahren die Züge nach Trogen und seit 2018 nach Appenzell auf eigener Trasse und mit höherer Spannung, an den Ausweichen kreuzen sie sich dabei – wie im Schweizer Eisenbahnverkehr üblich – im Linksverkehr.
Zürich
Die Züge der mit 1200 Volt Gleichspannung betriebene Forchbahn verkehren aus Richtung Esslingen ab dem Zürcher Stadtrand mit einer Spannung von nur 600 Volt auf dem Netz der Strassenbahn Zürich. Sie benutzen hierbei im Stadtgebiet die Infrastruktur der Verkehrsbetriebe Zürich (VBZ). Die Linie ist – als einzige Zürcher Tramlinie – als S18 in das Netz der S-Bahn Zürich integriert.

### Frankreich
Île-de-France

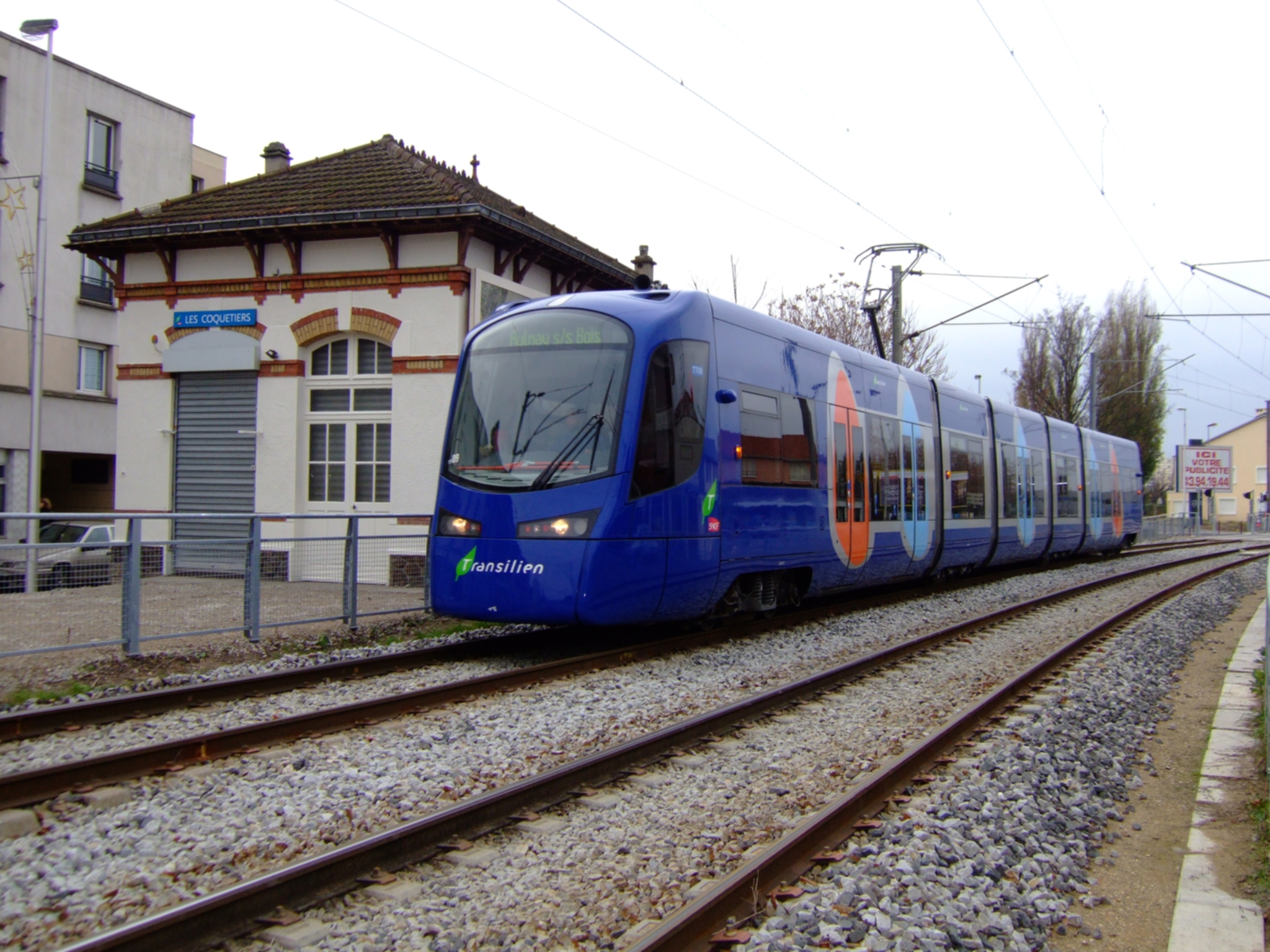
Zug der Linie T 4 an der Station „Les coquetiers“ in Villemomble

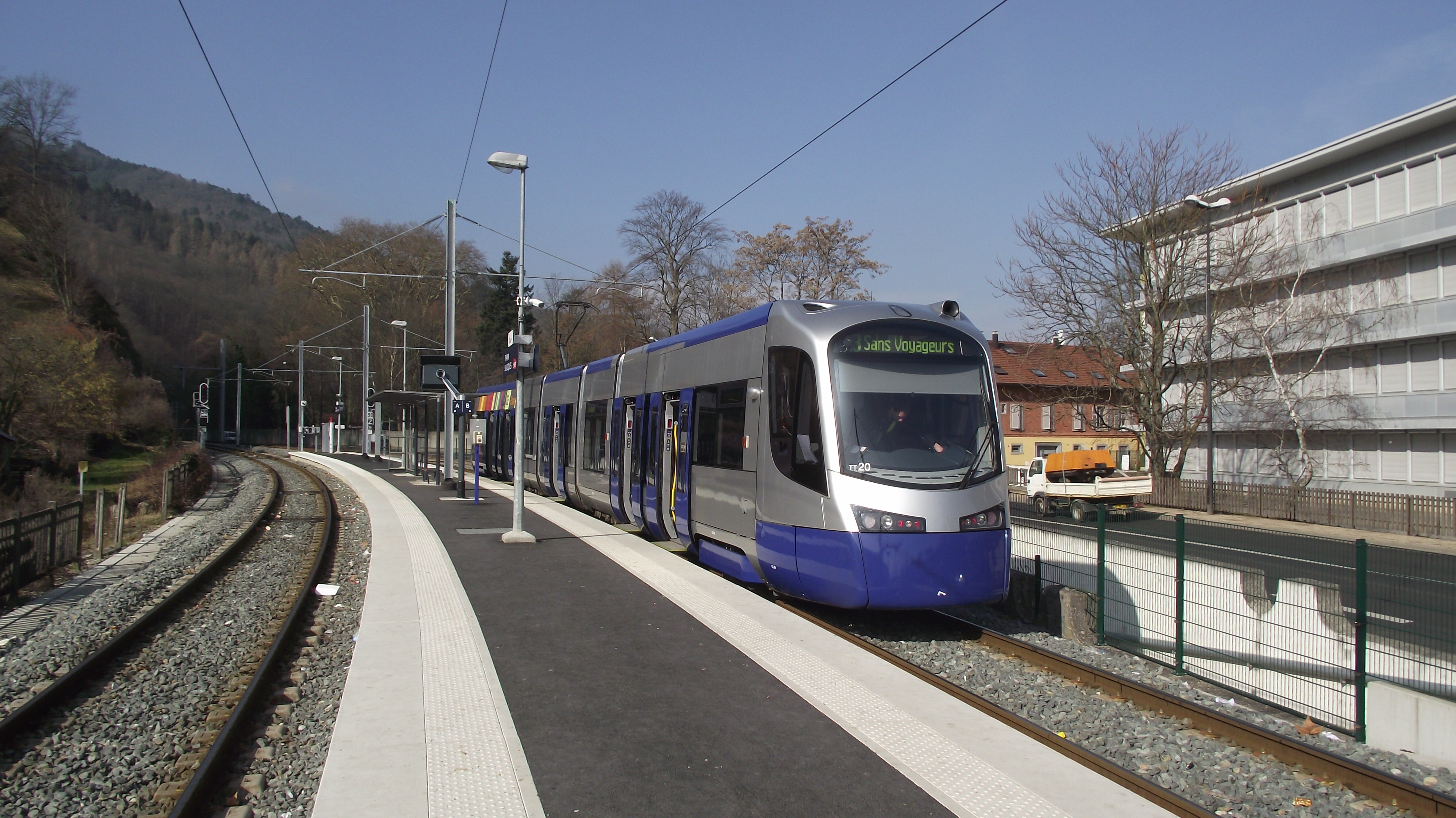
Tram-Train Mulhouse–Vallée de la Thur in Thann St-Jacques

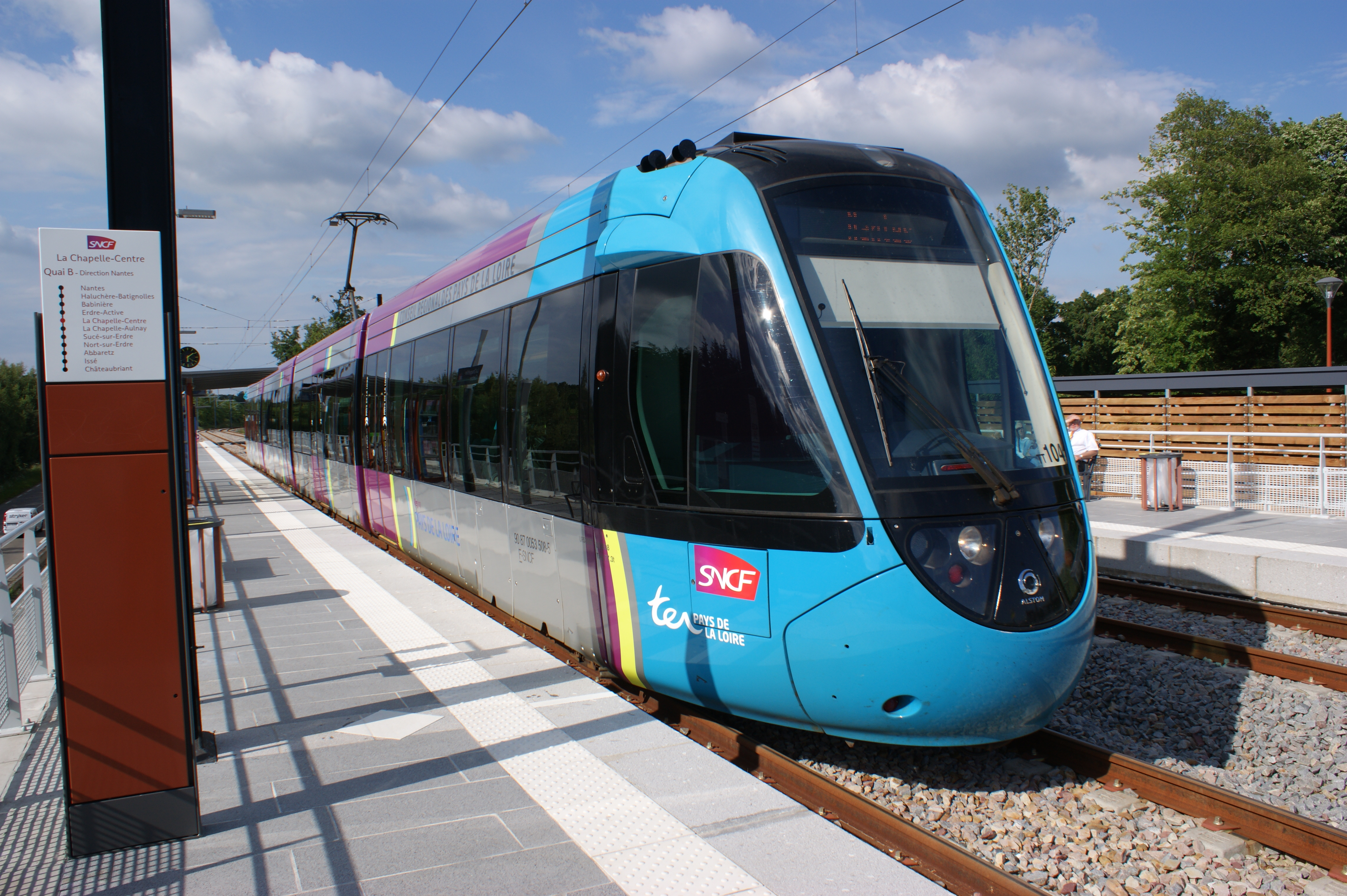
Tram-train von Nantes in La Chapelle-Centre

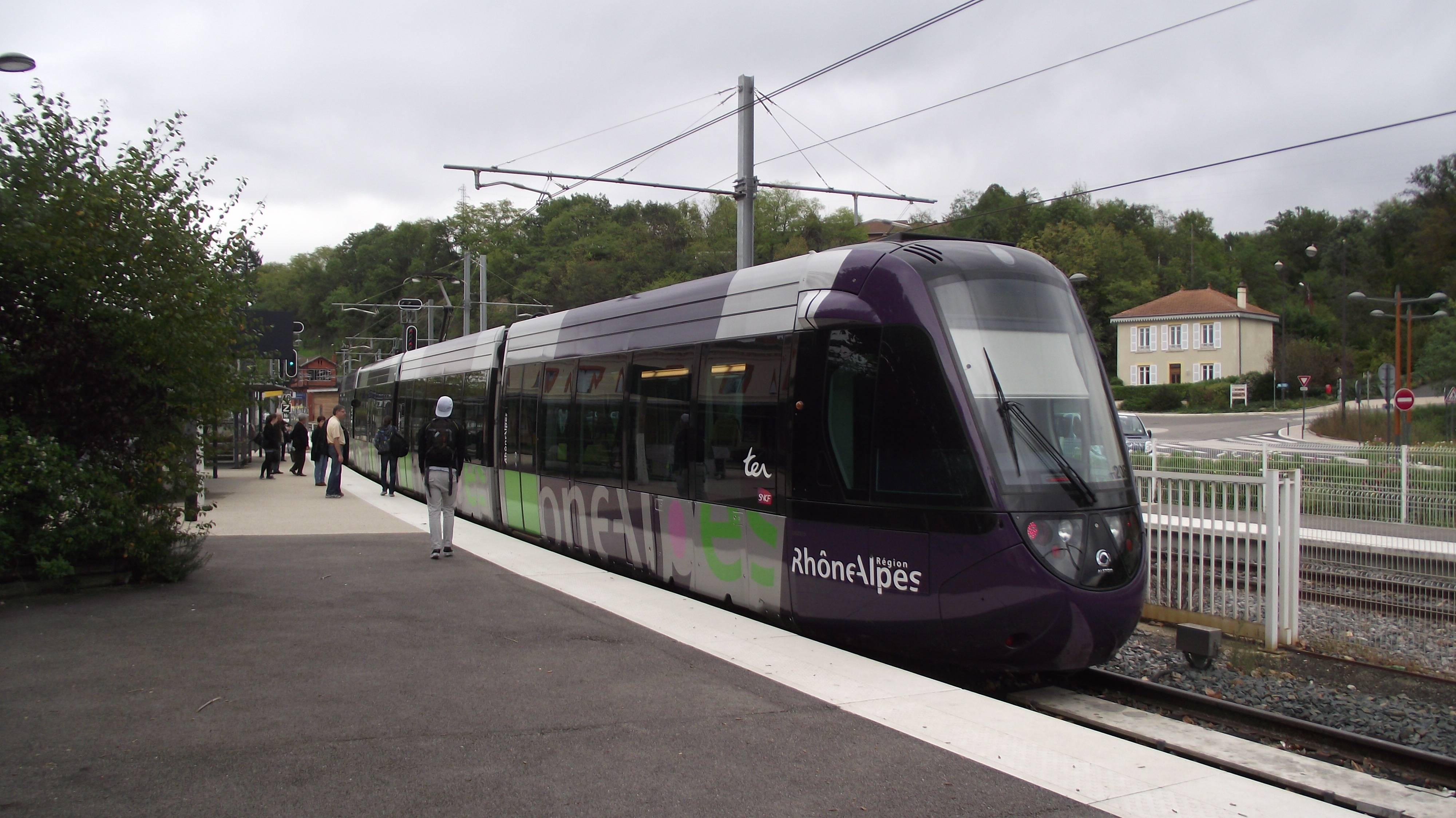
Tram-Train von Lyon in l’Arbresle

Die französische Staatsbahn hat im November 2006 einen Stadtbahnbetrieb im Großraum Paris mit Stadtbahnwagen auf der elektrifizierten Eisenbahnstrecke zwischen Aulnay-sous-Bois und Bondy aufgenommen. Obwohl als Straßenbahnlinie T4 bezeichnet, sind die dabei befahrenen Gleise Eigentum der RFF. Die Strecke wurde mit Straßenbahnsignalen ausgerüstet, sie kann wegen des an mehreren Stellen eingeschränkten Lichtraumprofils nicht mehr freizügig mit Eisenbahnfahrzeugen befahren werden.
Auch die in Bau befindlichen Strecken Tangentielle Nord zwischen Sartrouville und Noisy-le-Sec und Tangentielle Ouest zwischen Saint-Germain-en-Laye und Saint-Cyr werden nach dem Tram-Train-Prinzip betrieben werden.
Mülhausen
In Mülhausen im Elsass ist seit Dezember 2010 ein Tram-Train-System mit Zweisystemtriebwagen in Betrieb. Dieser verbindet den Mülhauser Bahnhofsvorplatz mit Thann Saint-Jacques. Der Verkehr wird gemeinsam durch die SNCF und Soléa, den Mülhausener Verkehrsbetrieben, betrieben. Die Strecke wird mit Triebwagen des Typs Siemens Avanto befahren. Die Fahrzeuge benutzen das Netz der Straßenbahn Mülhausen bis nach Lutterbach mit, danach die Gleise der Eisenbahnstrecke Lutterbach–Kruth.
Nantes
In der Region Nantes ist ein Tram-Train-System im Aufbau. Zum Einsatz kommen Fahrzeuge des Typs Citadis Dualis von Alstom.
Seit dem 15. Juni 2011 verkehrt der Tram-Train von Nantes nach Clisson, über St Sébastien Pas Enchantés, St Sébastien Frêne Rond, Vertou, La Haie Fouassière und Le Pallet. Im September 2011 wurden alle Verbindungen vom Tram-Train übernommen. Die Fahrzeit beträgt 29 Minuten. Die Investitionen in Höhe von 6,55 Millionen Euro wurden zu 97 Prozent von der Region übernommen, drei Prozent steuert die SNCF bei. Aktuell gibt es noch keine Verbindung mit dem Straßenbahnnetz von Nantes, dies soll zu einem späteren Zeitpunkt folgen.
Die Bahnstrecke Nantes–Châteaubriant mit einer Länge von 62 Kilometern wurde 1877 durch die Compagnie du chemin de fer de Paris à Orléans (PO) in Betrieb genommen und 1980 durch die Nachfolgegesellschaft Société nationale des chemins de fer français (SNCF) stillgelegt. Seit 2001 gab es Pläne, die Strecke zu reaktivieren, 2008 wurde die Wiederaufnahme des Bahnbetriebs auf der Basis eines Tram-Trains beschlossen. Die umfangreichen Sanierungsmaßnahmen konnten 2013 abgeschlossen werden; die Elektrifizierung der Strecke dauerte bis Juni 2013. Nach umfangreichen Testfahrten wurde die Strecke mit insgesamt 11 Haltestellen am 28. Februar 2014 wieder in Betrieb genommen. Damit ist das nordöstliche Umland besser mit der Metropole verbunden. Eine Fahrt von Nantes nach Châteaubriant dauert rund eine Stunde.
Die Gesamtinvestitionen für diese Strecke sind mit rund 207 Millionen Euro veranschlagt. 53 Millionen Euro werden für das Rollmaterial ausgegeben. An den Kosten beteiligen sich die Region Pays de la Loire, das Département Loire-Atlantique, der Staat Frankreich, die EU mit Fördergeldern, SNCF und die Metropolregion Nantes.
Im Stadtgebiet von Nantes wird zwischen dem Bahnhof und Babinière im Straßenbahnbetrieb gefahren (das heißt mit 1,5 kV Gleichspannung), die zulässige Geschwindigkeit beträgt dort 70 km/h; die Strecke Babinière – Châteaubriant wird mit Wechselspannung (25 kV; 50 Hz) betrieben, bei Geschwindigkeiten von bis zu 100 km/h.
Eingesetzt werden 24 Citadis-Dualis-Triebwagen von Alstom. Jede Garnitur bietet 250 Reisenden Platz und hat knapp 100 Sitzplätze. Die gelieferten Züge sind Teil einer Bestellung von 200 Dualis-Einheiten durch die SNCF aus dem Jahr 2007.
Lyon
Der Tram-train de l’Ouest lyonnais erschließt den Westen des Großraumes Lyon. Seit dem 8. Dezember 2012 verbinden Tram-Trains der Baureihe Citadis Dualis den Bahnhof Lyon Saint-Paul mit Brignais, Sain-Bel, Lozanne. Der Ausbau der Strecken (Elektrifizierung, Erneuerung des Oberbaus) und der Kauf der Fahrzeuge hat insgesamt 294,7 Millionen Euro gekostet. Der Betrieb wird von der SNCF erbracht. Es gibt bisher noch keine Verbindung mit dem Straßenbahnnetz.

### Spanien
Seit 2006 setzen die FGV auf der Strecke von Alicante nach Benidorm Citylink-Triebwagen von Vossloh ein. Seit dem 10. Mai 2007 ist auch ein Teil der Tunnelstrecke im Stadtzentrum in Betrieb. Im Netz von Alicante werden durchgehend Radreifen- und Oberbaumaße nach Eisenbahnnormen verwendet, damit sind sämtliche Fahrzeuge mit Ausnahme der Dieseltriebwagen für den Abschnitt Benidorm–Dénia aufgrund der abweichenden Einstiegshöhen freizügig einsetzbar.
In Andalusien fährt seit 2022 die Tranvía Metropolitano de la Bahía.

### Italien

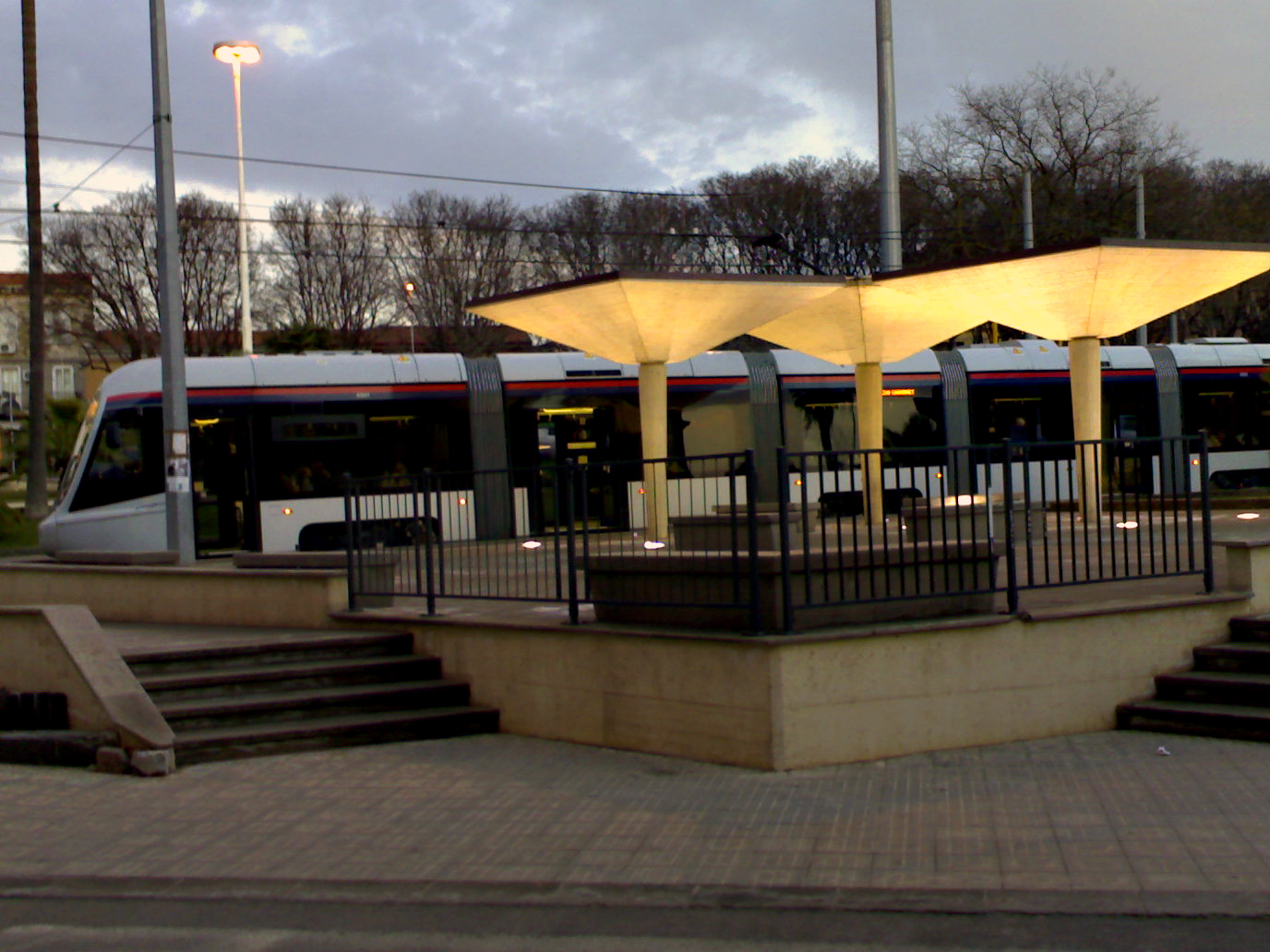
Tram-Train in Sassari, Italien

2009 wurde eine Verlängerung der seit 2006 in Betrieb befindlichen Stadtbahn Sassari eröffnet; seither verkehren die Gelenkwagen des Typs AnsaldoBreda Sirio auch neben der Schmalspurbahn nach Sorso zwischen den Bahnhöfen Sassari und Santa Maria di Pisa.

### Niederlande
- Randstadrail (Den Haag – Rotterdam, Den Haag – Zoetermeer/Bleiswijk).

### Tschechien
Die in den Jahren 1925 bis 1927 eröffnete Bahnstrecke Ostrava-Svinov–Kyjovice-Budišovice, eine private Lokalbahn, wurde 1947/48 elektrifiziert und in das Netz der Straßenbahn Ostrava integriert. Seit der 1970 erfolgten Kappung der Verbindung zur Staatsbahn handelt es sich um eine reine Straßenbahnstrecke. Das gleiche Schicksal ereilte die benachbarte Bahnstrecke Ostrava-Svinov–Klimkovice. Diese ging bereits 1912 in Betrieb, war ab 1926 Teil des Straßenbahnnetzes und wurde schließlich 1977 auf Omnibusbetrieb umgestellt.
Des Weiteren die 1905 eröffnete Bahnstrecke Brno-Černovice–Lišeň, die seit 1943 Teil der Straßenbahn Brünn ist.

### Ungarn
Szeged
Im November 2021 wurde eine Tram-train-Strecke in Betrieb genommen, die das städtische Straßenbahnnetz in Szeged über eine nicht elektrifizierte Eisenbahnstrecke der ungarischen Staatsbahnen MÁV mit der Stadt Hódmezővásárhely verbindet. In Hódmezővásárhely wurde zwischen dem Hauptbahnhof und dem Bahnhof Népkért eine neue Innenstadtstrecke als Straßenbahn gebaut. Zum Einsatz kommen Triebwagen des Typs Stadler Citylink.
Nyíregyháza

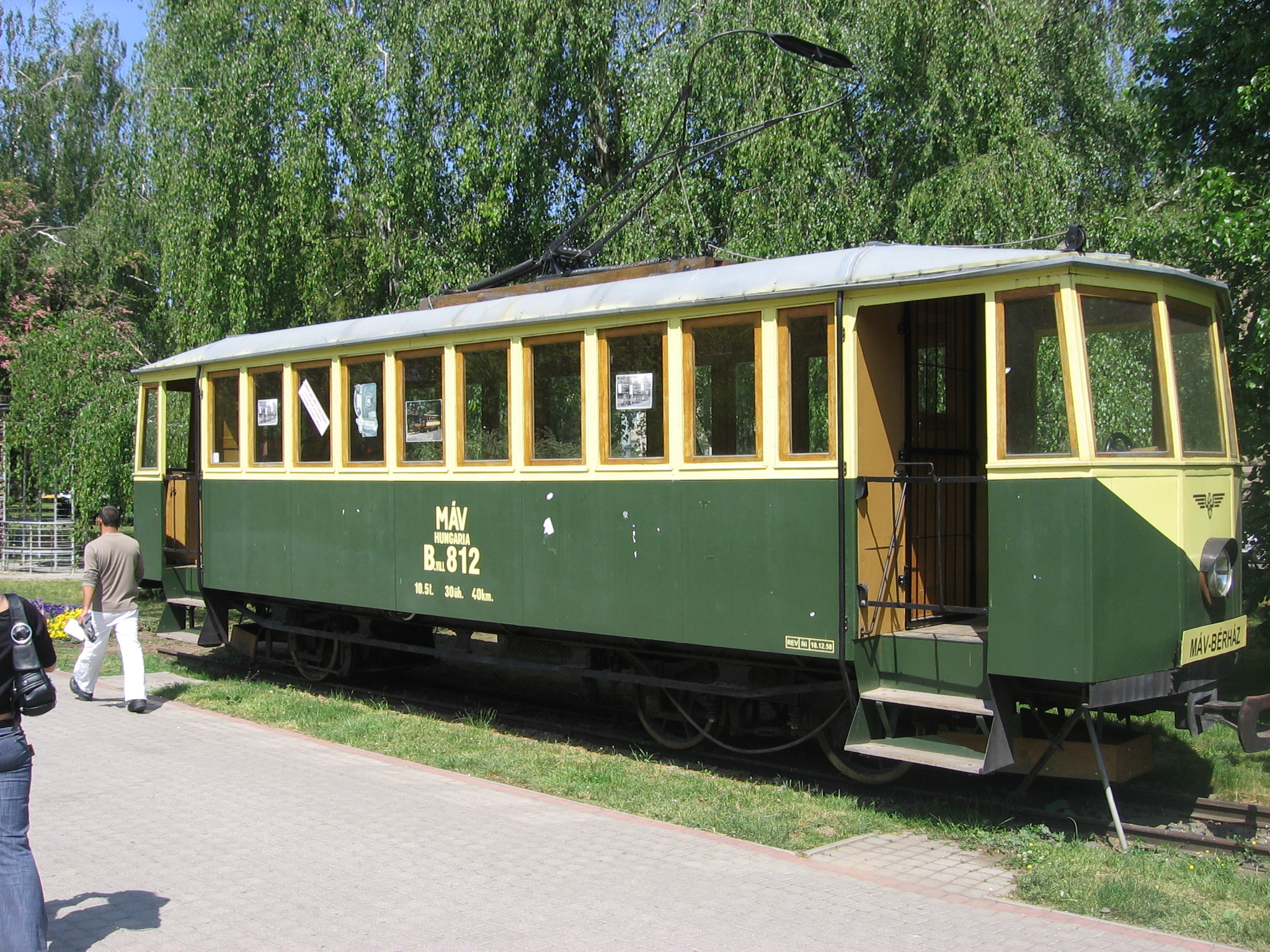
Ehemaliger Triebwagen der Straßenbahn Nyíregyháza

Die von Nyíregyháza ausgehende, 1905 eröffnete und nicht elektrifizierte Schmalspurbahn nach Dombrád und Balsa wurde im Stadtbereich von Nyíregyháza ab 1911 als elektrifizierte Straßenbahn betrieben. Die meisten Straßenbahnzüge verkehrten dabei bis zum Bessenyei tér, einige wenige weiter bis in den Vorort Sóstó. 1969 endete der Straßenbahnbetrieb, bevor 2009 schließlich auch die Schmalspurbahn selbst stillgelegt wurde.

### Vereinigte Staaten
In den Vereinigten Staaten von Amerika wurden vor allem in der ersten Hälfte des 20. Jahrhunderts zahlreiche Interurban-Verbindungen betrieben. Diese stellten selbst eine Art Mischform aus Überlandstraßenbahn und Nebenbahn dar. Einige dieser Betriebe, darunter die als South Shore Line bis heute bestehende Chicago South Shore and South Bend Railroad, befuhren auch anschließende Streckenabschnitte des nationalen Eisenbahnnetzes. Zahlreiche Streckenabschnitte früherer Interurbans blieben nach der Einstellung des Personenverkehrs als „klassische“ Nebenbahnen für den Güterverkehr erhalten.
Jüngere Straßen- bzw. Stadtbahnbetriebe, die Teilstrecken gemeinsam mit Eisenbahngesellschaften (des Güterverkehrs) nutzen, sind die Straßenbahn San Diego und die River Line in New Jersey. Die im Vollbahnbetrieb strengeren Vorschriften für die Kollisionssicherheit erfordern dabei seit Jahrzehnten grundsätzlich eine räumliche oder zumindest zeitliche Trennung. Teilweise erteilt die Federal Railroad Administration jedoch Sondergenehmigungen („Waiver“).

## Geplante Systeme
Im spanischen Gijón wird ein 3½ Kilometer langer City-Tunnel (MetroTren-Projekt) gebaut, um die S-Bahn der Staatsbahn RENFE und die meterspurigen Vorortbahnen des Betreibers FEVE an das andere Ende der Stadt zu leiten. Durch den Einbau von Dreischienengleisen ist der Tunnel sowohl für meter- als auch landesübliche breitspurige Triebwagen geeignet. Die Strecke wird als U-Bahn fungieren, technisch jedoch von Zügen unterschiedlicher Spurweiten bedient, von denen nur die Triebwagen der FEVE Straßenbahncharakter haben.
Das Projekt der Tram-Train Strasbourg – Bruche – Piémont des Vosges, die die Strasbourger Innenstadt mit den Städten Molsheim, Gresswiller und Barr verbinden sollte, wurde wegen Finanzierungsschwierigkeiten zurückgestellt. Der Bau einer 40 Kilometer langen Linie auf der Insel Réunion wurde aufgegeben, weil Mehrkosten von 80 Millionen Euro erwartet wurden.
In Braunschweig war der Aufbau der RegioStadtBahn Braunschweig mit Hybridfahrzeugen mit den Endpunkten Salzgitter, Goslar, Bad Harzburg, Schöppenstedt, Gifhorn und Uelzen geplant. Erste Abschnitte des Braunschweiger Straßenbahnnetzes wurden hierfür bereits mit Dreischienengleisen ausgerüstet. Nachdem neue Berechnungen ergaben, dass das Projekt unrentabel sei, rückte man vom Konzept eines Regiostadtbahnsystems ab und verfolgt nun eine kostengünstigere Variante, bei der auf Hybridfahrzeuge verzichtet wird. Auch die Führung durch die Braunschweiger Innenstadt wird nun nicht mehr angestrebt.
Die Stadt Rostock plante in den 2000er Jahren ebenfalls die Verknüpfung von Straßenbahn- und Eisenbahnstrecken. In Frankfurt am Main wird der Bau einer Tangentialstrecke von Bad Homburg vor der Höhe nach Neu-Isenburg über Höchst und den Flughafen in Form einer Zweisystemstadtbahn unter dem Namen Regionaltangente West erwogen.
Weitere Städte, in denen Zweisystem-Stadtbahnen eingeführt werden sollen, Liberec/Reichenberg (Strecken nach Zittau, Tanvald/Tannwald und Jelenia Góra/Hirschberg im Riesengebirge), Most/Brüx (Strecke nach Žatec/Saaz) und Ostrava/Ostrau. Konkrete Planungen, die wegen der Finanzierung noch umstritten sind, gibt es auch in Kiel, wo erst 1985 die Straßenbahn abgeschafft wurde, sowie in München (Stadt-Umland-Bahn München). Bei der 1992 als Tram-Train begonnenen Planung der Stadt-Umland-Bahn Erlangen handelt es sich inzwischen nur noch um eine Verlängerung der Nürnberger Straßenbahn, ohne Mitbenutzung von Eisenbahn-Strecken.
Eine Erweiterung der S-Bahn Salzburg zur Regionalstadtbahn Salzburg sowie in Oberösterreich die Regionalstadtbahn Linz als Ergänzung zur S-Bahn und zur Straßenbahn sind in Planung.

## Zustellung von Staatsbahngüterwagen über das Straßenbahnnetz

Abgestellte Staatsbahn-Güterwagen im Arader Stadtzentrum, die Zustellung dorthin erfolgte über die Gleise der Pferdebahn

Eine Sonderform der Verknüpfung von Eisenbahn und Straßenbahn ist die Zustellung von Staatsbahngüterwagen über das Straßenbahnnetz, um auf diese Weise auch Firmenanschlüsse fernab von Eisenbahnstrecken bedienen zu können. Diese Betriebsform war vor allem in Österreich-Ungarn beziehungsweise dessen Nachfolgestaaten früher weit verbreitet, so beispielsweise in allen ungarischen Normalspurbetrieben.
Hierzu mussten die betreffenden Abschnitte der Straßenbahnnetze entsprechend angepasst werden. Bei der Straßenbahn St. Pölten etwa waren die Rillenschienen auf den Mischbetriebsstrecken 60 Millimeter breit, während diejenigen auf den reinen Personenverkehrsabschnitten nur 32 Millimeter breit waren. Bei der Straßenbahn Timișoara mussten für den Güterverkehr tragfähigere Schienen eingebaut werden. Diese hatten ein Gewicht von 59,2 Kilogramm je Meter Schiene, während die zuvor verwendeten nur 20 Kilogramm wogen. Für den innerstädtischen Transport der Güterwagen standen meist spezielle Straßenbahnlokomotiven zur Verfügung, die – zusätzlich zu den im Straßenbahnbereich üblichen Mittelpufferkupplungen – mit Puffern und Schraubenkupplungen ausgestattet waren.
Primär dem Güterverkehr dienten auch die Forster Stadteisenbahn sowie die Spremberger Stadtbahn.